# Danh sách giải thưởng và đề cử của Taylor Swift
Ca sĩ kiêm sáng tác nhạc và diễn viên người Mỹ Taylor Swift đã nhận nhiều giải thưởng và đề cử cho tác phẩm của mình. Swift ký một hợp đồng thu âm với Big Machine Records năm 2005 và phát hành album đầu tay cùng tên vào năm kế tiếp, giành đề cử giải Viện âm nhạc Đồng quê. Tại giải Grammy lần thứ 50, cô giành một đề cử cho "Nghệ sĩ mới xuất sắc nhất". Album phòng thu thứ hai, Fearless (2008) phát hành 5 đĩa đơn, bao gồm "Love Story", "White Horse" và bài hát chiến thắng giải Video âm nhạc của MTV cho "Video xuất sắc nhất của nữ ca sĩ", "You Belong with Me". Swift sau đó thắng 4 giải tại giải Grammy lần thứ 52, bao gồm "Album của năm". Fearless chiến thắng hạng mục tương tự tại giải thưởng Âm nhạc Đồng quê Mỹ, Hiệp hội âm nhạc Đồng quê và Giải thưởng của Viện âm nhạc Đồng quê, trở thành album nhạc đồng quê giành nhiều giải thưởng nhất.
Năm 2009, Swift thắng giải thưởng Âm nhạc Mỹ cho "Nghệ sĩ của năm". Năm kế tiếp, cô xuất hiện trong Time 100, danh sách thường niên về 100 người gây ảnh hưởng nhất. Album phòng thu thứ ba, Speak Now (2010) thắng giải "Album nhạc đồng quê được yêu thích nhất" tại giải thưởng Âm nhạc Mỹ năm 2011 và là album kỹ thuật số bán chạy nhất bởi một nữ nghệ sĩ trong cuốn Kỷ lục Guinness Thế giới. Đĩa đơn "Mean" thắng hai giải Grammy. Cuối năm 2011, Swift đóng góp 2 sáng tác cho album nhạc phim The Hunger Games—bao gồm bài hát chiến thắng hạng mục "Bài hát sáng tác cho phương tiện truyền thông xuất sắc nhất" tại giải Grammy lần thứ 55, "Safe & Sound". Album phòng thứ tư của cô, Red (2012) được đề cử giải Juno và giải Grammy cho "Album của năm".
Năm 2014, Swift lần thứ hai được vinh danh giải "Người phụ nữ của năm" của tạp chí Billboard, sau lần đoạt giải đầu tiên vào năm 2011. Album mang thể loại pop 1989 (2014) của Swift thắng 3 giải Grammy, bao gồm "Album của năm", giúp cô trở thành người phụ nữ đầu tiên thắng hạng mục này hai lần. Năm 2015, Swift mang về 8 giải thưởng âm nhạc Billboard và được Liên đoàn Công nghiệp ghi âm quốc tế trao giải "Nghệ sĩ thu âm toàn cầu". Tại giải Video âm nhạc của MTV năm 2015, Swift thắng 4 giải, bao gồm "Video của năm" cho "Bad Blood". Tại giải thưởng BMI lần thứ 64, Swift được vinh danh bằng "Giải thưởng Taylor Swift", là nghệ sĩ thứ hai trong lịch sử, sau Michael Jackson, lập thành tích này.

## Giải thưởng tại Châu Á - Đại Dương

### ARIA Music Awards
| Năm  | Hạng Mục                          | Tác Phẩm Đề Cử         | Kết Quả   | Ghi Chú |
| ---- | --------------------------------- | ---------------------- | --------- | ------- |
| 2010 | Most Popular International Artist |                        | Đề cử     |         |
| 2013 | Best International Artist         | Red                    | Đề cử     | [ 7 ]   |
| 2015 | Best International Artist         | 1989                   | Đề cử     | [ 8 ]   |
| 2016 | Best International Artist         | 1989                   | Đề cử     | [ 9 ]   |
| 2018 | Best International Artist         | Reputation             | Đề cử     | [ 10 ]  |
| 2019 | Best International Artist         | Lover                  | Đoạt giải | [ 11 ]  |
| 2020 | Best International Artist         | Folklore               | Đề cử     | [ 12 ]  |
| 2021 | Best International Artist         | Evermore               | Đoạt giải | [ 13 ]  |
| 2022 | Best International Artist         | Red (Taylor's Version) | Đề cử     | [ 14 ]  |

### CD Shop Awards
| Năm  | Hạng Mục                     | Tác Phẩm Đề Cử | Kết Quả   | Ghi Chú |
| ---- | ---------------------------- | -------------- | --------- | ------- |
| 2020 | Music Jacket Creative Awards | Lover          | Đoạt giải | [ 15 ]  |

### Channel V Thailand Music Video Awards
| Năm  | Hạng Mục           | Tác Phẩm Đề Cử | Kết Quả   | Ghi Chú |
| ---- | ------------------ | -------------- | --------- | ------- |
| 2009 | Popular New Artist |                | Đoạt giải | [ 16 ]  |

### Country Music Awards of Australia
| Năm  | Hạng Mục                                    | Tác Phẩm Đề Cử | Kết Quả   | Ghi Chú |
| ---- | ------------------------------------------- | -------------- | --------- | ------- |
| 2014 | Top Selling International Album of the Year | Red            | Đoạt giải | [ 17 ]  |

### CMC Music Awards
| Năm  | Hạng Mục                         | Tác Phẩm Đề Cử                         | Kết Quả   | Ghi Chú |
| ---- | -------------------------------- | -------------------------------------- | --------- | ------- |
| 2011 | International Artist of the Year |                                        | Đoạt giải | [ 18 ]  |
| 2014 | International Artist of the Year |                                        | Đoạt giải | [ 19 ]  |
| 2014 | International Video of the Year  | "Highway Don't Care" (with Tim McGraw) | Đoạt giải | [ 19 ]  |

### Hito Music Awards
| Năm  | Hạng Mục          | Tác Phẩm Đề Cử                            | Kết Quả   | Ghi Chú |
| ---- | ----------------- | ----------------------------------------- | --------- | ------- |
| 2013 | Best Western Song | "We Are Never Ever Getting Back Together" | Đoạt giải | [ 20 ]  |
| 2016 | Best Western Song | "Bad Blood" (with Kendrick Lamar)         | Đoạt giải | [ 21 ]  |
| 2018 | Best Western Song | "Look What You Made Me Do"                | Đoạt giải | [ 22 ]  |
| 2020 | Best Western Song | "Me!" (with Brendon Urie)                 | Đoạt giải | [ 23 ]  |

### Huading Awards- Giải Hoa Đỉnh
| Năm  | Hạng Mục                    | Tác Phẩm Đề Cử     | Kết Quả | Ghi Chú |
| ---- | --------------------------- | ------------------ | ------- | ------- |
| 2020 | Best Global Film Theme Song | "Beautiful Ghosts" | Đề cử   | [ 24 ]  |

### Japan Gold Disc Awards
| Năm  | Hạng Mục                    | Tác Phẩm Đề Cử | Kết Quả   | Ghi Chú |
| ---- | --------------------------- | -------------- | --------- | ------- |
| 2015 | Album of the Year (Western) | 1989           | Đoạt giải | [ 25 ]  |
| 2015 | Best 3 Albums (Western)     | 1989           | Đoạt giải | [ 25 ]  |
| 2018 | Best 3 Albums (Western)     | Reputation     | Đoạt giải | [ 26 ]  |
| 2019 | Best 3 Albums (Western)     | Lover          | Đoạt giải | [ 27 ]  |
| 2019 | Album of the Year (Western) | Lover          | Đoạt giải | [ 27 ]  |
| 2021 | Best 3 Albums (Western)     | Folklore       | Đoạt giải | [ 28 ]  |

### Joox Indonesia Music Awards
| Năm  | Hạng Mục                         | Tác Phẩm Đề Cử | Kết Quả   | Ghi Chú |
| ---- | -------------------------------- | -------------- | --------- | ------- |
| 2021 | International Artist of the Year |                | Đoạt giải | [ 29 ]  |

### Joox Thailand Music Awards
| Năm  | Hạng Mục                             | Tác Phẩm Đề Cử                     | Kết Quả | Ghi Chú |
| ---- | ------------------------------------ | ---------------------------------- | ------- | ------- |
| 2018 | International Artist of the Year     |                                    | Đề cử   | [ 30 ]  |
| 2022 | Top Social Global Artist of the Year |                                    | Đề cử   | [ 31 ]  |
| 2022 | International Song of the Year       | "All Too Well (10 Minute Version)" | Đề cử   | [ 31 ]  |

### MTV Video Music Awards Japan
| Năm  | Hạng Mục                          | Tác Phẩm Đề Cử                            | Kết Quả   | Ghi Chú |
| ---- | --------------------------------- | ----------------------------------------- | --------- | ------- |
| 2011 | Best Female Video                 | "Mine"                                    | Đề cử     | [ 32 ]  |
| 2011 | Best Pop Video                    | "Mine"                                    | Đề cử     | [ 32 ]  |
| 2013 | Best Female Video                 | "We Are Never Ever Getting Back Together" | Đề cử     | [ 33 ]  |
| 2013 | Best Pop Video                    | "We Are Never Ever Getting Back Together" | Đề cử     | [ 33 ]  |
| 2013 | Best Karaoke Video                | "We Are Never Ever Getting Back Together" | Đề cử     | [ 33 ]  |
| 2015 | Best Female Video – International | "Blank Space"                             | Đề cử     | [ 34 ]  |
| 2019 | Best Female Video – International | "Me!" (featuring Brendon Urie)            | Đoạt giải | [ 35 ]  |

### Myx Music Awards
| Năm  | Hạng Mục                     | Tác Phẩm Đề Cử                            | Kết Quả   | Ghi Chú |
| ---- | ---------------------------- | ----------------------------------------- | --------- | ------- |
| 2010 | Favorite International Video | "Love Story"                              | Đoạt giải | [ 36 ]  |
| 2013 | Favorite International Video | "We Are Never Ever Getting Back Together" | Đề cử     | [ 37 ]  |
| 2015 | Favorite International Video | "Shake It Off"                            | Đoạt giải | [ 38 ]  |
| 2016 | Favorite International Video | "Bad Blood" (featuring Kendrick Lamar)    | Đoạt giải | [ 39 ]  |
| 2018 | Favorite International Video | "Look What You Made Me Do"                | Đề cử     | [ 40 ]  |
| 2019 | Favorite International Video | "Delicate"                                | Đề cử     | [ 41 ]  |
| 2020 | Favorite International Video | "Lover"                                   | Đề cử     | [ 42 ]  |
| 2021 | Favorite International Video | "Cardigan"                                | Đề cử     | [ 43 ]  |

### Nickelodeon Australian Kids' Choice Awards
| Năm  | Hạng Mục                         | Tác Phẩm Đề Cử                        | Kết Quả | Ghi Chú |
| ---- | -------------------------------- | ------------------------------------- | ------- | ------- |
| 2009 | Fave International Singer        |                                       | Đề cử   | [ 44 ]  |
| 2009 | Fave Song                        | "Love Story"                          | Đề cử   | [ 44 ]  |
| 2010 | Fave Kiss                        | Valentine's Day (with Taylor Lautner) | Đề cử   | [ 45 ]  |
| 2010 | Hottest Hottie                   |                                       | Đề cử   | [ 45 ]  |
| 2013 | Aussie's Fave Music Act          |                                       | Đề cử   | [ 46 ]  |
| 2013 | Aussie's Fave Song               | "I Knew You Were Trouble"             | Đề cử   | [ 46 ]  |
| 2015 | Aussie/Kiwi's Favourite Fan Army |                                       | Đề cử   | [ 47 ]  |
| 2015 | Aussie/Kiwi's Favourite Animal   | Meredith Grey và Olivia Benson        | Đề cử   | [ 47 ]  |

### RTHK International Pop Poll Awards
| Năm  | Hạng Mục                         | Tác Phẩm Đề Cử                            | Kết Quả   | Ghi Chú |
| ---- | -------------------------------- | ----------------------------------------- | --------- | ------- |
| 2013 | Top Ten International Gold Songs | "We Are Never Ever Getting Back Together" | Đoạt giải |         |
| 2013 | The Best Selling English Album   | Red                                       | Đoạt giải |         |
| 2013 | Top Female Artist                |                                           | Gold      |         |
| 2015 | Top Ten International Gold Songs | "Shake It Off"                            | Đoạt giải | [ 48 ]  |
| 2015 | Super Gold Song                  | "Shake It Off"                            | Đoạt giải | [ 48 ]  |
| 2015 | The Best Selling English Album   | 1989                                      | Đoạt giải | [ 48 ]  |
| 2015 | Top Female Artist                |                                           | Gold      | [ 48 ]  |
| 2016 | Top Ten International Gold Songs | "Style"                                   | Đoạt giải |         |
| 2016 | Top Female Artist                |                                           | Gold      |         |
| 2018 | Top Ten International Gold Songs | "Look What You Make Me Do"                | Đoạt giải |         |
| 2018 | The Best Selling English Album   | Reputation                                | Đoạt giải |         |
| 2018 | Top Female Artist                |                                           | Gold      |         |
| 2020 | Top Ten International Gold Songs | "Lover"                                   | Đoạt giải | [ 49 ]  |
| 2020 | The Best Selling English Album   | Lover                                     | Đoạt giải | [ 49 ]  |
| 2020 | Top Female Artist                |                                           | Silver    | [ 49 ]  |
| 2021 | Top Ten International Gold Songs | "Cardigan"                                | Đoạt giải | [ 50 ]  |
| 2021 | Super Gold Song                  | "Cardigan"                                | Đoạt giải | [ 50 ]  |
| 2021 | Top Female Artist                |                                           | Gold      | [ 50 ]  |

### Space Shower Music Awards
| Năm  | Hạng Mục                  | Tác Phẩm Đề Cử | Kết Quả | Ghi Chú |
| ---- | ------------------------- | -------------- | ------- | ------- |
| 2019 | Best International Artist |                | Đề cử   | [ 51 ]  |

### Tencent Music Entertainment Awards
| Năm  | Hạng Mục            | Tác Phẩm Đề Cử | Kết Quả   | Ghi Chú |
| ---- | ------------------- | -------------- | --------- | ------- |
| 2020 | Best Foreign Artist |                | Đoạt giải | [ 52 ]  |
| 2021 | Best Foreign Artist |                | Đoạt giải | [ 53 ]  |

### V Chart Awards
| Năm  | Hạng Mục                              | Tác Phẩm Đề Cử | Kết Quả   | Ghi Chú |
| ---- | ------------------------------------- | -------------- | --------- | ------- |
| 2013 | Favorite Artist of the Year (Western) |                | Đoạt giải | [ 54 ]  |
| 2014 | Best Music Video of the Year          | "22"           | Đoạt giải | [ 55 ]  |
| 2015 | Best Music Video of the Year          | "Blank Space"  | Đoạt giải | [ 56 ]  |
| 2015 | Favorite Artist of the Year (Western) |                | Đoạt giải | [ 56 ]  |
| 2015 | Top Female Artist (Western)           |                | Đoạt giải | [ 56 ]  |
| 2016 | Top Female Artist (Western)           |                | Đoạt giải | [ 57 ]  |
| 2017 | Favorite Artist of the Year (Western) |                | Đoạt giải | [ 58 ]  |
| 2017 | Top Female Artist (Western)           |                | Đoạt giải | [ 58 ]  |

### Weibo Starlight Awards
| Năm  | Hạng Mục                            | Tác Phẩm Đề Cử | Kết Quả   | Ghi Chú |
| ---- | ----------------------------------- | -------------- | --------- | ------- |
| 2019 | Most Influential Musician (Western) |                | Đoạt giải | [ 59 ]  |
| 2021 | Kings of Stars                      |                | Đoạt giải | [ 60 ]  |
| 2021 | Western Hall of Fame Award          |                | Đoạt giải | [ 60 ]  |

## Giải thưởng tại Châu Âu

### Attitude Awards
| Năm  | Hạng Mục            | Tác Phẩm Đề Cử | Kết Quả   | Ghi Chú |
| ---- | ------------------- | -------------- | --------- | ------- |
| 2020 | Attitude Icon Award |                | Đoạt giải | [ 61 ]  |

### BBC Music Awards
| Năm  | Hạng Mục                         | Tác Phẩm Đề Cử | Kết Quả   | Ghi Chú |
| ---- | -------------------------------- | -------------- | --------- | ------- |
| 2014 | International Artist of the Year |                | Đề cử     | [ 62 ]  |
| 2015 | International Artist of the Year |                | Đoạt giải | [ 63 ]  |

### BBC Radio 1 Teen Awards
| Năm  | Hạng Mục                       | Tác Phẩm Đề Cử | Kết Quả   | Ghi Chú |
| ---- | ------------------------------ | -------------- | --------- | ------- |
| 2016 | Most Entertaining Celebrity    |                | Đoạt giải | [ 64 ]  |
| 2018 | Best International Solo Artist |                | Đề cử     | [ 65 ]  |
| 2019 | Best International Solo Artist |                | Đề cử     | [ 66 ]  |

### Berlin Music Video Awards
| Năm  | Hạng Mục            | Tác Phẩm Đề Cử          | Kết Quả | Ghi Chú |
| ---- | ------------------- | ----------------------- | ------- | ------- |
| 2020 | Best Cinematography | "You Need to Calm Down" | Đề cử   | [ 67 ]  |

### BMI London Awards
| Năm  | Hạng Mục            | Tác Phẩm Đề Cử                                  | Kết Quả   | Ghi Chú |
| ---- | ------------------- | ----------------------------------------------- | --------- | ------- |
| 2014 | Award-Winning Song  | "Everything Has Changed" (featuring Ed Sheeran) | Đoạt giải | [ 68 ]  |
| 2020 | Best Cinematography | "You Need to Calm Down"                         | Đề cử     | [ 67 ]  |
| 2018 | Pop Award           | "Look What You Made Me Do"                      | Đoạt giải | [ 69 ]  |
| 2019 | Pop Award           | "End Game" (featuring Ed Sheeran and Future)    | Đoạt giải | [ 70 ]  |
| 2021 | Award-Winning Song  | "Betty"                                         | Đoạt giải | [ 71 ]  |
| 2022 | Award-Winning Song  | "Exile"                                         | Đoạt giải | [ 72 ]  |

### Bravo Otto
| Năm  | Hạng Mục                     | Tác Phẩm Đề Cử        | Kết Quả   | Ghi Chú |
| ---- | ---------------------------- | --------------------- | --------- | ------- |
| 2012 | Super Singer Female (Bronze) |                       | Đoạt giải | [ 73 ]  |
| 2013 | Super-BFFs (Gold)            | Swift và Selena Gomez | Đoạt giải | [ 74 ]  |
| 2019 | International Singer         |                       | Đề cử     | [ 75 ]  |
| 2020 | International Singer         |                       | Đề cử     | [ 76 ]  |

### Brit Awards
| Năm  | Hạng Mục                          | Tác Phẩm Đề Cử                           | Kết Quả   | Ghi Chú |
| ---- | --------------------------------- | ---------------------------------------- | --------- | ------- |
| 2010 | International Breakthrough Artist |                                          | Đề cử     | [ 77 ]  |
| 2013 | International Female Solo Artist  |                                          | Đề cử     | [ 78 ]  |
| 2015 | International Female Solo Artist  |                                          | Đoạt giải | [ 79 ]  |
| 2018 | International Female Solo Artist  |                                          | Đề cử     | [ 80 ]  |
| 2018 | British Video of the Year         | "I Don't Wanna Live Forever" (with Zayn) | Đề cử     | [ 80 ]  |
| 2021 | International Female Solo Artist  |                                          | Đề cử     | [ 81 ]  |
| 2021 | Global Icon Award                 |                                          | Đoạt giải | [ 82 ]  |
| 2022 | International Artist of the Year  |                                          | Đề cử     | [ 83 ]  |

### British LGBT Awards
| Năm  | Hạng Mục       | Tác Phẩm Đề Cử | Kết Quả | Ghi Chú |
| ---- | -------------- | -------------- | ------- | ------- |
| 2020 | Celebrity Ally |                | Đề cử   | [ 84 ]  |

### Camerimage International Film Festival
| Năm  | Hạng Mục                             | Tác Phẩm Đề Cử | Kết Quả | Ghi Chú |
| ---- | ------------------------------------ | -------------- | ------- | ------- |
| 2020 | Best Music Video                     | "Lover"        | Đề cử   | [ 85 ]  |
| 2020 | Best Cinematography in a Music Video | "Lover"        | Đề cử   | [ 85 ]  |

### Danish Music Awards
| Năm  | Hạng Mục                        | Tác Phẩm Đề Cử | Kết Quả   | Ghi Chú |
| ---- | ------------------------------- | -------------- | --------- | ------- |
| 2015 | International Album of the Year | 1989           | Đề cử     | [ 86 ]  |
| 2020 | International Album of the Year | Folklore       | Đoạt giải | [ 87 ]  |

### Echo Awards
| Năm  | Hạng Mục                             | Tác Phẩm Đề Cử | Kết Quả | Ghi Chú |
| ---- | ------------------------------------ | -------------- | ------- | ------- |
| 2015 | International Album of the Year      | 1989           | Đề cử   | [ 88 ]  |
| 2018 | International Rock/Pop Female Artist |                | Đề cử   | [ 89 ]  |

### Elle Style Awards
| Năm  | Hạng Mục          | Tác Phẩm Đề Cử | Kết Quả   | Ghi Chú |
| ---- | ----------------- | -------------- | --------- | ------- |
| 2015 | Woman of the Year |                | Đoạt giải | [ 90 ]  |

### GAFFAAwards (Denmark)
| Năm  | Hạng Mục                              | Tác Phẩm Đề Cử | Kết Quả | Ghi Chú |
| ---- | ------------------------------------- | -------------- | ------- | ------- |
| 2021 | International Solo Artist of the Year |                | Đề cử   | [ 91 ]  |
| 2021 | International Album of the Year       | Folklore       | Đề cử   | [ 91 ]  |

### GAFFAAwards (Sweden)
| Năm  | Hạng Mục                              | Tác Phẩm Đề Cử | Kết Quả | Ghi Chú |
| ---- | ------------------------------------- | -------------- | ------- | ------- |
| 2021 | International Solo Artist of the Year |                | Đề cử   | [ 92 ]  |

### Glamour Awards
| Năm  | Hạng Mục                  | Tác Phẩm Đề Cử | Kết Quả   | Ghi Chú |
| ---- | ------------------------- | -------------- | --------- | ------- |
| 2014 | International Solo Artist |                | Đoạt giải | [ 93 ]  |

### Golden Globe Awards- Quả cầu vàng
| Năm  | Hạng Mục                            | Tác Phẩm Đề Cử                            | Kết Quả | Ghi Chú |
| ---- | ----------------------------------- | ----------------------------------------- | ------- | ------- |
| 2013 | Best Original Song – Motion Picture | "Safe & Sound" (featuring The Civil Wars) | Đề cử   | [ 94 ]  |
| 2014 | Best Original Song – Motion Picture | "Sweeter than Fiction"                    | Đề cử   | [ 95 ]  |
| 2020 | Best Original Song – Motion Picture | "Beautiful Ghosts"                        | Đề cử   | [ 96 ]  |
| 2023 | Best Original Song – Motion Picture | "Carolina"                                | Pending | [ 97 ]  |

### Los Premios 40 Principales
| Năm  | Hạng Mục                  | Tác Phẩm Đề Cử | Kết Quả   | Ghi Chú |
| ---- | ------------------------- | -------------- | --------- | ------- |
| 2012 | Best International Artist |                | Đoạt giải | [ 98 ]  |
| 2015 | Best International Artist |                | Đề cử     | [ 99 ]  |
| 2015 | Best International Video  | "Shake It Off" | Đề cử     | [ 99 ]  |
| 2015 | Best International Album  | 1989           | Đề cử     | [ 99 ]  |

### Meteor Music Awards
| Năm  | Hạng Mục                  | Tác Phẩm Đề Cử | Kết Quả | Ghi Chú |
| ---- | ------------------------- | -------------- | ------- | ------- |
| 2010 | Best International Female |                | Đề cử   | [ 100 ] |

### MTV Video Music Awards
| Năm  | Hạng Mục                     | Tác Phẩm Đề Cử                         | Kết Quả   | Ghi Chú |
| ---- | ---------------------------- | -------------------------------------- | --------- | ------- |
| 2009 | Best New Act                 |                                        | Đề cử     | [ 101 ] |
| 2012 | Best Female                  |                                        | Đoạt giải | [ 102 ] |
| 2012 | Best Live Act                | Speak Now World Tour                   | Đoạt giải | [ 102 ] |
| 2012 | Best Look                    |                                        | Đoạt giải | [ 102 ] |
| 2012 | Best Pop                     |                                        | Đề cử     | [ 102 ] |
| 2012 | Best World Stage Performance |                                        | Đề cử     | [ 102 ] |
| 2013 | Best Female                  |                                        | Đề cử     | [ 103 ] |
| 2013 | Best Live Act                | The Red Tour                           | Đề cử     | [ 103 ] |
| 2013 | Best Pop                     |                                        | Đề cử     | [ 103 ] |
| 2014 | Best Female                  |                                        | Đề cử     | [ 104 ] |
| 2014 | Best Look                    |                                        | Đề cử     | [ 104 ] |
| 2015 | Best Song                    | "Bad Blood" (featuring Kendrick Lamar) | Đoạt giải | [ 105 ] |
| 2015 | Best Video                   | "Bad Blood" (featuring Kendrick Lamar) | Đề cử     | [ 105 ] |
| 2015 | Best Collaboration           | "Bad Blood" (featuring Kendrick Lamar) | Đề cử     | [ 105 ] |
| 2015 | Best Female                  |                                        | Đề cử     | [ 105 ] |
| 2015 | Best Pop                     |                                        | Đề cử     | [ 105 ] |
| 2015 | Best Live Act                |                                        | Đề cử     | [ 105 ] |
| 2015 | Biggest Fans                 |                                        | Đề cử     | [ 105 ] |
| 2015 | Best Look                    |                                        | Đề cử     | [ 105 ] |
| 2015 | Best US Act                  |                                        | Đoạt giải | [ 105 ] |
| 2015 | Best Act North American      |                                        | Đề cử     | [ 105 ] |
| 2017 | Best Video                   | "Look What You Made Me Do"             | Đề cử     | [ 106 ] |
| 2017 | Best Artist                  |                                        | Đề cử     | [ 106 ] |
| 2017 | Best Look                    |                                        | Đề cử     | [ 106 ] |
| 2017 | Best Pop                     |                                        | Đề cử     | [ 106 ] |
| 2017 | Biggest Fans                 |                                        | Đề cử     | [ 106 ] |
| 2017 | Best US Act                  |                                        | Đề cử     | [ 106 ] |
| 2018 | Biggest Fans                 |                                        | Đề cử     | [ 107 ] |
| 2019 | Best US Act                  |                                        | Đoạt giải | [ 108 ] |
| 2019 | Best Artist                  |                                        | Đề cử     | [ 108 ] |
| 2019 | Biggest Fans                 |                                        | Đề cử     | [ 108 ] |
| 2019 | Best Video                   | "Me!" (featuring Brendon Urie)         | Đoạt giải | [ 108 ] |
| 2020 | Best Video                   | "The Man"                              | Đề cử     | [ 109 ] |
| 2020 | Best US Act                  |                                        | Đề cử     | [ 109 ] |
| 2020 | Biggest Fans                 |                                        | Đề cử     | [ 109 ] |
| 2021 | Best US Act                  |                                        | Đoạt giải | [ 110 ] |
| 2021 | Biggest Fans                 |                                        | Đề cử     | [ 110 ] |
| 2021 | Best Video                   | "Willow"                               | Đề cử     | [ 110 ] |
| 2022 | Best Video                   | All Too Well: The Short Film           | Đoạt giải | [ 111 ] |
| 2022 | Best Longform Video          | All Too Well: The Short Film           | Đoạt giải | [ 111 ] |
| 2022 | Best Artist                  |                                        | Đoạt giải | [ 111 ] |
| 2022 | Best Pop                     |                                        | Đoạt giải | [ 111 ] |
| 2022 | Best US Act                  |                                        | Đề cử     | [ 111 ] |
| 2022 | Biggest Fans                 |                                        | Đề cử     | [ 111 ] |

#### MTV Fandom Awards
| Năm  | Hạng Mục                | Tác Phẩm Đề Cử | Kết Quả | Ghi Chú |
| ---- | ----------------------- | -------------- | ------- | ------- |
| 2015 | Fandom Army Of The Year | "Swifties"     | Đề cử   | [ 112 ] |

### MTV Video Music Awards
| Năm  | Hạng Mục                         | Tác Phẩm Đề Cử                           | Kết Quả   | Ghi Chú |
| ---- | -------------------------------- | ---------------------------------------- | --------- | ------- |
| 2008 | Best New Artist                  | "Teardrops on My Guitar"                 | Đề cử     | [ 113 ] |
| 2009 | Best Female Video                | "You Belong with Me"                     | Đoạt giải | [ 114 ] |
| 2010 | Best Female Video                | "Fifteen"                                | Đề cử     | [ 115 ] |
| 2011 | Best Video with a Social Message | "Mean"                                   | Đề cử     | [ 116 ] |
| 2013 | Video of the Year                | "I Knew You Were Trouble"                | Đề cử     | [ 117 ] |
| 2013 | Best Female Video                | "I Knew You Were Trouble"                | Đoạt giải | [ 117 ] |
| 2015 | Best Female Video                | "Blank Space"                            | Đoạt giải | [ 118 ] |
| 2015 | Best Pop Video                   | "Blank Space"                            | Đoạt giải | [ 118 ] |
| 2015 | Video of the Year                | "Bad Blood" (featuring Kendrick Lamar)   | Đoạt giải | [ 118 ] |
| 2015 | Best Collaboration               | "Bad Blood" (featuring Kendrick Lamar)   | Đoạt giải | [ 118 ] |
| 2015 | Best Art Direction               | "Bad Blood" (featuring Kendrick Lamar)   | Đề cử     | [ 118 ] |
| 2015 | Best Cinematography              | "Bad Blood" (featuring Kendrick Lamar)   | Đề cử     | [ 118 ] |
| 2015 | Best Direction                   | "Bad Blood" (featuring Kendrick Lamar)   | Đề cử     | [ 118 ] |
| 2015 | Best Editing                     | "Bad Blood" (featuring Kendrick Lamar)   | Đề cử     | [ 118 ] |
| 2015 | Best Visual Effects              | "Bad Blood" (featuring Kendrick Lamar)   | Đề cử     | [ 118 ] |
| 2015 | Song of Summer                   | "Bad Blood" (featuring Kendrick Lamar)   | Đề cử     | [ 118 ] |
| 2017 | Best Collaboration               | "I Don't Wanna Live Forever" (with Zayn) | Đoạt giải | [ 119 ] |
| 2018 | Best Art Direction               | "Look What You Made Me Do"               | Đề cử     | [ 120 ] |
| 2018 | Best Editing                     | "Look What You Made Me Do"               | Đề cử     | [ 120 ] |
| 2018 | Best Visual Effects              | "Look What You Made Me Do"               | Đề cử     | [ 120 ] |
| 2019 | Video of the Year                | "You Need to Calm Down"                  | Đoạt giải | [ 121 ] |
| 2019 | Song of the Year                 | "You Need to Calm Down"                  | Đề cử     | [ 121 ] |
| 2019 | Best Pop                         | "You Need to Calm Down"                  | Đề cử     | [ 121 ] |
| 2019 | Video for Good                   | "You Need to Calm Down"                  | Đoạt giải | [ 121 ] |
| 2019 | Best Direction                   | "You Need to Calm Down"                  | Đề cử     | [ 121 ] |
| 2019 | Best Editing                     | "You Need to Calm Down"                  | Đề cử     | [ 121 ] |
| 2019 | Best Art Direction               | "You Need to Calm Down"                  | Đề cử     | [ 121 ] |
| 2019 | Best Power Anthem                | "You Need to Calm Down"                  | Đề cử     | [ 121 ] |
| 2019 | Song of the Summer               | "You Need to Calm Down"                  | Đề cử     | [ 121 ] |
| 2019 | Best Collaboration               | "Me!" (featuring Brendon Urie)           | Đề cử     | [ 121 ] |
| 2019 | Best Visual Effects              | "Me!" (featuring Brendon Urie)           | Đoạt giải | [ 121 ] |
| 2019 | Best Cinematography              | "Me!" (featuring Brendon Urie)           | Đề cử     | [ 121 ] |
| 2020 | Video of the Year                | "The Man"                                | Đề cử     | [ 122 ] |
| 2020 | Video for Good                   | "The Man"                                | Đề cử     | [ 122 ] |
| 2020 | Best Direction                   | "The Man"                                | Đoạt giải | [ 122 ] |
| 2020 | Best Pop                         | "Lover"                                  | Đề cử     | [ 122 ] |
| 2020 | Best Art Direction               | "Lover"                                  | Đề cử     | [ 122 ] |
| 2020 | Song of the Summer               | "Cardigan"                               | Đề cử     | [ 122 ] |
| 2021 | Artist of the Year               |                                          | Đề cử     | [ 123 ] |
| 2021 | Best Pop                         | "Willow"                                 | Đề cử     | [ 123 ] |
| 2021 | Best Art Direction               | "Willow"                                 | Đề cử     | [ 123 ] |
| 2021 | Best Direction                   | "Willow"                                 | Đề cử     | [ 123 ] |
| 2022 | Best Direction                   | All Too Well: The Short Film             | Đoạt giải | [ 124 ] |
| 2022 | Best Editing                     | All Too Well: The Short Film             | Đề cử     | [ 124 ] |
| 2022 | Best Cinematography              | All Too Well: The Short Film             | Đề cử     | [ 124 ] |
| 2022 | Best Long Form Video             | All Too Well: The Short Film             | Đoạt giải | [ 124 ] |
| 2022 | Video of the Year                | All Too Well: The Short Film             | Đoạt giải | [ 124 ] |

#### MTV Movie & TV Awards
| Năm  | Hạng Mục                        | Tác Phẩm Đề Cử  | Kết Quả | Ghi Chú |
| ---- | ------------------------------- | --------------- | ------- | ------- |
| 2010 | Best Kiss (with Taylor Lautner) | Valentine's Day | Đề cử   | [ 125 ] |
| 2021 | Best Music Documentary          | Miss Americana  | Đề cử   | [ 126 ] |

#### MTV Italian Music Awards
| Năm  | Hạng Mục                      | Tác Phẩm Đề Cử   | Kết Quả | Ghi Chú |
| ---- | ----------------------------- | ---------------- | ------- | ------- |
| 2014 | Artist Saga                   |                  | Đề cử   | [ 127 ] |
| 2015 | Wonder Woman                  |                  | Đề cử   | [ 128 ] |
| 2015 | MTV Awards Star               |                  | Đề cử   | [ 128 ] |
| 2016 | Air Vigorsol Best Fresh Video | "Wildest Dreams" | Đề cử   | [ 129 ] |

### NME Awards
| Năm  | Hạng Mục                       | Tác Phẩm Đề Cử               | Kết Quả   | Ghi Chú |
| ---- | ------------------------------ | ---------------------------- | --------- | ------- |
| 2015 | Hero of the Year               |                              | Đề cử     | [ 130 ] |
| 2015 | Villain of the Year            |                              | Đề cử     | [ 130 ] |
| 2016 | Hero of the Year               |                              | Đề cử     | [ 131 ] |
| 2016 | Best International Solo Artist |                              | Đoạt giải | [ 131 ] |
| 2018 | Best International Solo Artist |                              | Đề cử     | [ 132 ] |
| 2018 | Best Music Video               | "Look What You Made Me Do"   | Đề cử     | [ 132 ] |
| 2020 | Best Solo Act in the World     |                              | Đoạt giải | [ 133 ] |
| 2022 | Best Reissue                   | Red (Taylor's Version)       | Đoạt giải | [ 134 ] |
| 2022 | Best Music Video               | All Too Well: The Short Film | Đề cử     | [ 134 ] |

### Nickelodeon UK Kids' Choice Awards
| Năm  | Hạng Mục                | Tác Phẩm Đề Cử | Kết Quả | Ghi Chú |
| ---- | ----------------------- | -------------- | ------- | ------- |
| 2015 | UK Favorite Fan Army    |                | Đề cử   | [ 135 ] |
| 2016 | UK Favourite Fan Family |                | Đề cử   | [ 136 ] |
| 2016 | UK Favourite Famous Cat | Meredith Grey  | Đề cử   | [ 136 ] |
| 2016 | UK Favourite Famous Cat | Olivia Benson  | Đề cử   | [ 136 ] |

### NRJ Music Awards
| Năm  | Hạng Mục                                | Tác Phẩm Đề Cử                         | Kết Quả   | Ghi Chú |
| ---- | --------------------------------------- | -------------------------------------- | --------- | ------- |
| 2015 | International Female Artist of the Year |                                        | Đoạt giải | [ 137 ] |
| 2015 | Video of the Year                       | "Bad Blood" (featuring Kendrick Lamar) | Đoạt giải | [ 137 ] |
| 2017 | International Female Artist of the Year |                                        | Đề cử     | [ 138 ] |
| 2017 | Video of the Year                       | "Look What You Made Me Do"             | Đề cử     | [ 138 ] |
| 2019 | International Female Artist of the Year |                                        | Đề cử     | [ 139 ] |

### OFM Music Awards
| Năm  | Hạng Mục          | Tác Phẩm Đề Cử | Kết Quả   | Ghi Chú |
| ---- | ----------------- | -------------- | --------- | ------- |
| 2015 | Album of the Year | 1989           | Đoạt giải | [ 140 ] |

### Premios Juventud
| Năm  | Hạng Mục          | Tác Phẩm Đề Cử | Kết Quả | Ghi Chú         |
| ---- | ----------------- | -------------- | ------- | --------------- |
| 2015 | Favorite Hit      | "Blank Space"  | Đề cử   | [ 141 ] [ 142 ] |
| 2015 | Favorite Hitmaker |                | Đề cử   | [ 141 ] [ 142 ] |

### Premios Odeón
| Năm  | Hạng Mục                   | Tác Phẩm Đề Cử | Kết Quả | Ghi Chú |
| ---- | -------------------------- | -------------- | ------- | ------- |
| 2022 | International Odeón Artist |                | Đề cử   | [ 143 ] |

### Q Awards
| Năm  | Hạng Mục         | Tác Phẩm Đề Cử | Kết Quả   | Ghi Chú |
| ---- | ---------------- | -------------- | --------- | ------- |
| 2015 | Best Solo Artist |                | Đề cử     | [ 144 ] |
| 2018 | Best Live Artist |                | Đoạt giải | [ 145 ] |

### Rockbjörnen
| Năm  | Hạng Mục          | Tác Phẩm Đề Cử | Kết Quả | Ghi Chú |
| ---- | ----------------- | -------------- | ------- | ------- |
| 2015 | Best Foreign Tune | "Shake It Off" | Đề cử   | [ 146 ] |

### UK Music Video Awards
| Năm  | Tác Phẩm Đề Cử                 | Hạng Mục                               | Kết Quả   | Ghi Chú |
| ---- | ------------------------------ | -------------------------------------- | --------- | ------- |
| 2015 | Best Pop Video - International | "Bad Blood" (featuring Kendrick Lamar) | Đoạt giải | [ 147 ] |
| 2015 | Best Styling                   | "Bad Blood" (featuring Kendrick Lamar) | Đoạt giải | [ 147 ] |
| 2020 | Best Visual Effects in a Video | "Cardigan"                             | Đề cử     | [ 148 ] |
| 2022 | Best Cinematography in a Video | All Too Well: The Short Film           | Đề cử     | [ 149 ] |

## Giải thưởng tại Châu Mỹ

### Academy of Country Music Awards- Giải thưởng Hàn lâm nhạc đồng quê
| Năm  | Hạng Mục                         | Tác Phẩm Đề Cử                                       | Kết Quả   | Ghi Chú |
| ---- | -------------------------------- | ---------------------------------------------------- | --------- | ------- |
| 2007 | New Female Vocalist of the Year  |                                                      | Đề cử     | [ 150 ] |
| 2008 | New Female Vocalist of the Year  |                                                      | Đoạt giải | [ 151 ] |
| 2008 | Female Vocalist of the Year      |                                                      | Đề cử     | [ 151 ] |
| 2008 | Album of the Year                | Taylor Swift                                         | Đề cử     | [ 151 ] |
| 2009 | Female Vocalist of the Year      |                                                      | Đề cử     | [ 152 ] |
| 2009 | Video of the Year                | "Love Story"                                         | Đề cử     | [ 152 ] |
| 2009 | Album of the Year                | Fearless                                             | Đoạt giải | [ 152 ] |
| 2009 | Crystal Milestone Award          |                                                      | Đoạt giải | [ 152 ] |
| 2010 | Entertainer of the Year          |                                                      | Đề cử     | [ 153 ] |
| 2010 | Female Vocalist of the Year      |                                                      | Đề cử     | [ 153 ] |
| 2010 | Video of the Year                | "You Belong with Me"                                 | Đề cử     | [ 153 ] |
| 2010 | Song of the Year                 | "You Belong with Me"                                 | Đề cử     | [ 153 ] |
| 2011 | Jim Reeves International Award   |                                                      | Đoạt giải | [ 154 ] |
| 2011 | Entertainer of the Year          |                                                      | Đoạt giải | [ 154 ] |
| 2011 | Female Vocalist of the Year      |                                                      | Đề cử     | [ 154 ] |
| 2011 | Album of the Year                | Speak Now                                            | Đề cử     | [ 154 ] |
| 2012 | Entertainer of the Year          |                                                      | Đoạt giải | [ 155 ] |
| 2012 | Female Vocalist of the Year      |                                                      | Đề cử     | [ 155 ] |
| 2012 | Video of the Year                | "Mean"                                               | Đề cử     | [ 155 ] |
| 2013 | Entertainer of the Year          |                                                      | Đề cử     | [ 156 ] |
| 2013 | Female Vocalist of the Year      |                                                      | Đề cử     | [ 156 ] |
| 2013 | Video of the Year                | "We Are Never Ever Getting Back Together"            | Đề cử     | [ 156 ] |
| 2013 | Album of the Year                | Red                                                  | Đề cử     | [ 156 ] |
| 2014 | Entertainer of the Year          |                                                      | Đề cử     | [ 157 ] |
| 2014 | Female Vocalist of the Year      |                                                      | Đề cử     | [ 157 ] |
| 2014 | Video of the Year                | "Highway Don't Care" (với Tim McGraw và Keith Urban) | Đề cử     | [ 157 ] |
| 2014 | Single Record of the Year        | "Highway Don't Care" (với Tim McGraw và Keith Urban) | Đề cử     | [ 157 ] |
| 2014 | Vocal Event of the Year          | "Highway Don't Care" (với Tim McGraw và Keith Urban) | Đề cử     | [ 157 ] |
| 2015 | 50th Anniversary Milestone Award |                                                      | Đoạt giải | [ 158 ] |
| 2019 | Video of the Year                | "Babe" (với Sugarland)                               | Đề cử     | [ 159 ] |
| 2022 | Video of the Year                | "I Bet You Think About Me" (cùng Chris Stapleton)    | Đề cử     | [ 160 ] |

### ADG Excellence in Production Design Award- Giải thưởng Hiệp hội đạo diễn nghệ thuật
| Năm  | Hạng Mục                                             | Tác Phẩm Đề Cử               | Kết Quả   | Ghi Chú |
| ---- | ---------------------------------------------------- | ---------------------------- | --------- | ------- |
| 2020 | Short Format: Web Series, Music Video, or Commercial | "Lover"                      | Đề cử     | [ 161 ] |
| 2020 | Variety, Reality, or Competition Series              | Reputation Stadium Tour      | Đề cử     | [ 162 ] |
| 2021 | Short Format: Web Series, Music Video or Commercial  | "Cardigan"                   | Đề cử     | [ 163 ] |
| 2022 | Short Format: Web Series, Music Video or Commercial  | All Too Well: The Short Film | Đoạt giải | [ 164 ] |

### American Country Awards
| Năm  | Hạng Mục                             | Tác Phẩm Đề Cử                                       | Kết Quả   | Ghi Chú |
| ---- | ------------------------------------ | ---------------------------------------------------- | --------- | ------- |
| 2010 | Artist of the Year                   |                                                      | Đề cử     | [ 165 ] |
| 2010 | Female Artist of the Year            |                                                      | Đề cử     | [ 165 ] |
| 2010 | Touring Headline Package of the Year | Fearless Tour                                        | Đề cử     | [ 165 ] |
| 2011 | Artist of the Year                   |                                                      | Đề cử     | [ 166 ] |
| 2011 | Female Artist of the Year            |                                                      | Đề cử     | [ 166 ] |
| 2011 | Touring Headline Package of the Year | Speak Now World Tour                                 | Đề cử     | [ 166 ] |
| 2011 | Album of the Year                    | Speak Now                                            | Đề cử     | [ 166 ] |
| 2011 | Female Single of the Year            | "Mean"                                               | Đề cử     | [ 166 ] |
| 2011 | Female Video of the Year             | "Back to December"                                   | Đề cử     | [ 166 ] |
| 2012 | Artist of the Year                   |                                                      | Đề cử     | [ 167 ] |
| 2012 | Female Artist of the Year            |                                                      | Đề cử     | [ 167 ] |
| 2012 | Touring Artist of the Year           |                                                      | Đề cử     | [ 167 ] |
| 2012 | Female Single of the Year            | "Ours"                                               | Đề cử     | [ 167 ] |
| 2012 | Female Video of the Year             | "Ours"                                               | Đề cử     | [ 167 ] |
| 2013 | Artist of the Year                   |                                                      | Đề cử     | [ 168 ] |
| 2013 | Female Artist of the Year            |                                                      | Đề cử     | [ 168 ] |
| 2013 | Touring Artist of the Year           |                                                      | Đề cử     | [ 168 ] |
| 2013 | Worldwide Artist                     |                                                      | Đoạt giải | [ 168 ] |
| 2013 | Female Single of the Year            | "Begin Again"                                        | Đề cử     | [ 168 ] |
| 2013 | Video of the Year                    | "Begin Again"                                        | Đề cử     | [ 168 ] |
| 2013 | Female Video of the Year             | "Begin Again"                                        | Đề cử     | [ 168 ] |
| 2013 | Collaborative Single of the Year     | "Highway Don't Care" (với Tim McGraw và Keith Urban) | Đoạt giải | [ 168 ] |
| 2013 | Collaborative Video of the Year      | "Highway Don't Care" (với Tim McGraw và Keith Urban) | Đoạt giải | [ 168 ] |
| 2013 | Song of the Year (Songwriters Award) | "Highway Don't Care" (với Tim McGraw và Keith Urban) | Đoạt giải | [ 168 ] |

### American Country Countdown Awards
| Năm  | Hạng Mục                    | Tác Phẩm Đề Cử | Kết Quả | Ghi Chú |
| ---- | --------------------------- | -------------- | ------- | ------- |
| 2014 | Female Vocalist of the Year |                | Đề cử   | [ 169 ] |

### AMFT Awards
| Năm  | Hạng Mục              | Tác Phẩm Đề Cử               | Kết Quả   | Ghi Chú |
| ---- | --------------------- | ---------------------------- | --------- | ------- |
| 2020 | Album of the Year     | Folklore                     | Đoạt giải | [ 170 ] |
| 2020 | Best Folk Album       | Folklore                     | Đoạt giải | [ 171 ] |
| 2020 | Best Folk Song        | Cardigan                     | Đoạt giải | [ 172 ] |
| 2020 | Best Folk Performance | "Exile" (featuring Bon Iver) | Đoạt giải | [ 173 ] |

### American Music Awards- Giải thưởng Âm nhạc Mỹ
| Năm  | Hạng Mục                           | Tác Phẩm Đề Cử                         | Kết Quả   | Ghi Chú         |
| ---- | ---------------------------------- | -------------------------------------- | --------- | --------------- |
| 2007 | Favorite Country Female Artist     |                                        | Đề cử     | [ 174 ]         |
| 2008 | Favorite Country Female Artist     |                                        | Đoạt giải | [ 175 ]         |
| 2009 | Artist of the Year                 |                                        | Đoạt giải | [ 176 ] [ 177 ] |
| 2009 | Favorite Pop/Rock Female Artist    |                                        | Đoạt giải | [ 176 ] [ 177 ] |
| 2009 | Favorite Country Female Artist     |                                        | Đoạt giải | [ 176 ] [ 177 ] |
| 2009 | Favorite Adult Contemporary Artist |                                        | Đoạt giải | [ 176 ] [ 177 ] |
| 2009 | Favorite Country Album             | Fearless                               | Đoạt giải | [ 176 ] [ 177 ] |
| 2009 | Favorite Pop/Rock Album            | Fearless                               | Đề cử     | [ 176 ] [ 177 ] |
| 2010 | Favorite Country Female Artist     |                                        | Đoạt giải | [ 178 ]         |
| 2011 | Artist of the Year                 |                                        | Đoạt giải | [ 179 ]         |
| 2011 | Favorite Country Female Artist     |                                        | Đoạt giải | [ 179 ]         |
| 2011 | Favorite Country Album             | Speak Now                              | Đoạt giải | [ 179 ]         |
| 2012 | Favorite Country Female Artist     |                                        | Đoạt giải | [ 180 ]         |
| 2013 | Artist of the Year                 |                                        | Đoạt giải | [ 181 ]         |
| 2013 | Favorite Pop/Rock Female Artist    |                                        | Đoạt giải | [ 181 ]         |
| 2013 | Favorite Country Female Artist     |                                        | Đoạt giải | [ 181 ]         |
| 2013 | Favorite Country Album             | Red                                    | Đoạt giải | [ 181 ]         |
| 2013 | Favorite Pop/Rock Album            | Red                                    | Đề cử     | [ 181 ]         |
| 2014 | Dick Clark Award for Excellence    |                                        | Đoạt giải | [ 182 ]         |
| 2015 | Artist of the Year                 |                                        | Đề cử     | [ 183 ]         |
| 2015 | Favorite Pop/Rock Female Artist    |                                        | Đề cử     | [ 183 ]         |
| 2015 | Favorite Adult Contemporary Artist |                                        | Đoạt giải | [ 183 ]         |
| 2015 | Favorite Pop/Rock Album            | 1989                                   | Đoạt giải | [ 183 ]         |
| 2015 | Song of the Year                   | "Blank Space"                          | Đoạt giải | [ 183 ]         |
| 2015 | Collaboration of the Year          | "Bad Blood" (featuring Kendrick Lamar) | Đề cử     | [ 183 ]         |
| 2018 | Artist of the Year                 |                                        | Đoạt giải | [ 184 ]         |
| 2018 | Favorite Pop/Rock Female Artist    |                                        | Đoạt giải | [ 184 ]         |
| 2018 | Favorite Pop/Rock Album            | Reputation                             | Đoạt giải | [ 184 ]         |
| 2018 | Tour of the Year                   | Reputation Stadium Tour                | Đoạt giải | [ 184 ]         |
| 2019 | Artist of the Decade               |                                        | Đoạt giải | [ 185 ]         |
| 2019 | Artist of the Year                 |                                        | Đoạt giải | [ 186 ]         |
| 2019 | Favorite Pop/Rock Female Artist    |                                        | Đoạt giải | [ 186 ]         |
| 2019 | Favorite Adult Contemporary Artist |                                        | Đoạt giải | [ 186 ]         |
| 2019 | Favorite Music Video               | "You Need to Calm Down"                | Đoạt giải | [ 186 ]         |
| 2019 | Favorite Pop/Rock Album            | Lover                                  | Đoạt giải | [ 186 ]         |
| 2020 | Artist of the Year                 |                                        | Đoạt giải | [ 187 ]         |
| 2020 | Favorite Pop/Rock Female Artist    |                                        | Đoạt giải | [ 187 ]         |
| 2020 | Favorite Music Video               | "Cardigan"                             | Đoạt giải | [ 187 ]         |
| 2020 | Favorite Pop/Rock Album            | Folklore                               | Đề cử     | [ 187 ]         |
| 2021 | Favorite Pop/Rock Album            | Evermore                               | Đoạt giải | [ 188 ]         |
| 2021 | Artist of the Year                 |                                        | Đề cử     | [ 188 ]         |
| 2021 | Favorite Pop/Rock Female Artist    |                                        | Đoạt giải | [ 188 ]         |
| 2022 | Favorite Pop/Rock Female Artist    |                                        | Đoạt giải | [ 189 ]         |
| 2022 | Artist of the Year                 |                                        | Đoạt giải | [ 189 ]         |
| 2022 | Favorite Country Female Artist     |                                        | Đoạt giải | [ 189 ]         |
| 2022 | Favorite Music Video               | All Too Well: The Short Film           | Đoạt giải | [ 189 ]         |
| 2022 | Favorite Country Album             | Red (Taylor's Version)                 | Đoạt giải | [ 189 ]         |
| 2022 | Favorite Pop Album                 | Red (Taylor's Version)                 | Đoạt giải | [ 189 ]         |

### Apple Music Awards
| Năm  | Hạng Mục               | Tác Phẩm Đề Cử | Kết Quả   | Ghi Chú |
| ---- | ---------------------- | -------------- | --------- | ------- |
| 2020 | Songwriter of the Year |                | Đoạt giải | [ 190 ] |

### APRA Awards
| Năm  | Hạng Mục                       | Tác Phẩm Đề Cử | Kết Quả | Ghi Chú |
| ---- | ------------------------------ | -------------- | ------- | ------- |
| 2010 | International Work of the Year | "Love Story"   | Đề cử   | [ 191 ] |
| 2016 | International Work of the Year | "Blank Space"  | Đề cử   | [ 192 ] |
| 2016 | International Work of the Year | "Style"        | Đề cử   | [ 192 ] |

### A2IM Libera Awards
| Năm  | Hạng Mục                           | Tác Phẩm Đề Cử | Kết Quả   | Ghi Chú |
| ---- | ---------------------------------- | -------------- | --------- | ------- |
| 2012 | Road Warrior of the Year           |                | Đề cử     | [ 193 ] |
| 2013 | Album of the Year                  | Red            | Đề cử     | [ 194 ] |
| 2013 | Hardest Working Artist of the Year |                | Đề cử     | [ 194 ] |
| 2014 | Hardest Working Artist of the Year |                | Đề cử     | [ 195 ] |
| 2015 | Album of the Year                  | 1989           | Đề cử     | [ 196 ] |
| 2018 | Independent Impact Award           | Reputation     | Đoạt giải | [ 197 ] |

### BillboardMusic Awards
| Năm  | Hạng Mục                                      | Tác Phẩm Đề Cử                            | Kết Quả   | Ghi Chú         |
| ---- | --------------------------------------------- | ----------------------------------------- | --------- | --------------- |
| 2011 | Top Artist                                    |                                           | Đề cử     | [ 198 ]         |
| 2011 | Top Female Artist                             |                                           | Đề cử     | [ 198 ]         |
| 2011 | Top Billboard 200 Artist                      |                                           | Đoạt giải | [ 198 ]         |
| 2011 | Top Country Artist                            |                                           | Đoạt giải | [ 198 ]         |
| 2011 | Top Billboard 200 Album                       | Speak Now                                 | Đề cử     | [ 198 ]         |
| 2011 | Top Country Album                             | Speak Now                                 | Đoạt giải | [ 198 ]         |
| 2011 | Top Country Song                              | "Mine"                                    | Đề cử     | [ 198 ]         |
| 2012 | Top Touring Artist                            |                                           | Đề cử     | [ 199 ]         |
| 2012 | Top Country Artist                            |                                           | Đề cử     | [ 199 ]         |
| 2012 | Woman of the Year                             |                                           | Đoạt giải | [ 200 ]         |
| 2013 | Top Artist                                    |                                           | Đoạt giải | [ 201 ]         |
| 2013 | Top Female Artist                             |                                           | Đoạt giải | [ 201 ]         |
| 2013 | Top Billboard 200 Artist                      |                                           | Đoạt giải | [ 201 ]         |
| 2013 | Top Hot 100 Artist                            |                                           | Đề cử     | [ 201 ]         |
| 2013 | Billboard Milestone Award                     |                                           | Đề cử     | [ 201 ]         |
| 2013 | Top Country Artist                            |                                           | Đoạt giải | [ 201 ]         |
| 2013 | Top Social Artist                             |                                           | Đề cử     | [ 201 ]         |
| 2013 | Top Digital Songs Artist                      |                                           | Đoạt giải | [ 201 ]         |
| 2013 | Top Billboard 200 Album                       | Red                                       | Đoạt giải | [ 201 ]         |
| 2013 | Top Country Album                             | Red                                       | Đoạt giải | [ 201 ]         |
| 2013 | Top Streaming Song (Video)                    | "We Are Never Ever Getting Back Together" | Đề cử     | [ 201 ]         |
| 2013 | Top Country Song                              | "We Are Never Ever Getting Back Together" | Đoạt giải | [ 201 ]         |
| 2014 | Top Social Artist                             |                                           | Đề cử     | [ 202 ]         |
| 2014 | Top Country Artist                            |                                           | Đề cử     | [ 202 ]         |
| 2015 | Top Artist                                    |                                           | Đoạt giải | [ 203 ]         |
| 2015 | Top Female Artist                             |                                           | Đoạt giải | [ 203 ]         |
| 2015 | Top Billboard 200 Artist                      |                                           | Đoạt giải | [ 203 ]         |
| 2015 | Top Hot 100 Artist                            |                                           | Đoạt giải | [ 203 ]         |
| 2015 | Top Radio Songs Artist                        |                                           | Đề cử     | [ 203 ]         |
| 2015 | Top Digital Songs Artist                      |                                           | Đoạt giải | [ 203 ]         |
| 2015 | Top Streaming Artist                          |                                           | Đề cử     | [ 203 ]         |
| 2015 | Top Social Artist                             |                                           | Đề cử     | [ 203 ]         |
| 2015 | Billboard Chart Achievement Award (Fan Voted) |                                           | Đoạt giải | [ 203 ]         |
| 2015 | Top Billboard 200 Album                       | 1989                                      | Đoạt giải | [ 203 ]         |
| 2015 | Top Hot 100 Song                              | "Shake It Off"                            | Đề cử     | [ 203 ]         |
| 2015 | Top Digital Song                              | "Shake It Off"                            | Đề cử     | [ 203 ]         |
| 2015 | Top Streaming Song (Video)                    | "Shake It Off"                            | Đoạt giải | [ 203 ]         |
| 2015 | Top Streaming Song (Video)                    | "Blank Space"                             | Đề cử     | [ 203 ]         |
| 2016 | Top Artist                                    |                                           | Đề cử     | [ 204 ] [ 205 ] |
| 2016 | Top Female Artist                             |                                           | Đề cử     | [ 204 ] [ 205 ] |
| 2016 | Top Billboard 200 Artist                      |                                           | Đề cử     | [ 204 ] [ 205 ] |
| 2016 | Top Hot 100 Artist                            |                                           | Đề cử     | [ 204 ] [ 205 ] |
| 2016 | Top Radio Songs Artist                        |                                           | Đề cử     | [ 204 ] [ 205 ] |
| 2016 | Top Social Media Artist                       |                                           | Đề cử     | [ 204 ] [ 205 ] |
| 2016 | Top Touring Artist                            |                                           | Đoạt giải | [ 204 ] [ 205 ] |
| 2016 | Top Billboard 200 Album                       | 1989                                      | Đề cử     | [ 204 ] [ 205 ] |
| 2018 | Top Artist                                    |                                           | Đề cử     | [ 206 ]         |
| 2018 | Top Female Artist                             |                                           | Đoạt giải | [ 206 ]         |
| 2018 | Top Billboard 200 Artist                      |                                           | Đề cử     | [ 206 ]         |
| 2018 | Top Billboard 200 Album                       | Reputation                                | Đề cử     | [ 206 ]         |
| 2018 | Top Selling Album                             | Reputation                                | Đoạt giải | [ 206 ]         |
| 2019 | Top Female Artist                             |                                           | Đề cử     | [ 207 ]         |
| 2019 | Top Touring Artist                            |                                           | Đề cử     | [ 207 ]         |
| 2020 | Top Artist                                    |                                           | Đề cử     | [ 208 ]         |
| 2020 | Top Female Artist                             |                                           | Đề cử     | [ 208 ]         |
| 2020 | Top Billboard 200 Artist                      |                                           | Đề cử     | [ 208 ]         |
| 2020 | Top Song Sales Artist                         |                                           | Đề cử     | [ 208 ]         |
| 2020 | Billboard Chart Achievement Award             |                                           | Đề cử     | [ 208 ]         |
| 2020 | Top Billboard 200 Album                       | Lover                                     | Đề cử     | [ 208 ]         |
| 2021 | Top Billboard 200 Album                       | Folklore                                  | Đề cử     | [ 209 ]         |
| 2021 | Top Billboard 200 Artist                      |                                           | Đoạt giải | [ 209 ]         |
| 2021 | Top Female Artist                             |                                           | Đoạt giải | [ 209 ]         |
| 2021 | Top Artist                                    |                                           | Đề cử     | [ 209 ]         |
| 2022 | Top Female Artist                             |                                           | Đề cử     | [ 210 ]         |
| 2022 | Top Artist                                    |                                           | Đề cử     | [ 210 ]         |
| 2022 | Top Billboard 200 Artist                      |                                           | Đoạt giải | [ 210 ]         |
| 2022 | Top Country Artist                            |                                           | Đoạt giải | [ 210 ]         |
| 2022 | Top Country Female Artist                     |                                           | Đoạt giải | [ 210 ]         |
| 2022 | Top Country Album                             | Fearless (Taylor's Version)               | Đề cử     | [ 210 ]         |
| 2022 | Top Country Album                             | Red (Taylor's Version)                    | Đoạt giải | [ 210 ]         |

#### BillboardLive Music (Touring) Awards
| Năm  | Hạng Mục                               | Tác Phẩm Đề Cử                                                             | Kết Quả   | Ghi Chú |
| ---- | -------------------------------------- | -------------------------------------------------------------------------- | --------- | ------- |
| 2010 | Top Package                            | Fearless Tour                                                              | Đoạt giải | [ 211 ] |
| 2010 | Eventful Fans' Choice Award            |                                                                            | Đề cử     | [ 212 ] |
| 2011 | Concert Marketing and Promotion Award  | Speak Now World Tour                                                       | Đoạt giải | [ 213 ] |
| 2011 | Top Package                            | Speak Now World Tour                                                       | Đề cử     | [ 213 ] |
| 2011 | Eventful Fans' Choice Award            | Speak Now World Tour                                                       | Đề cử     | [ 213 ] |
| 2012 | Top Package                            |                                                                            | Đề cử     | [ 214 ] |
| 2012 | Eventful Fans' Choice Award            |                                                                            | Đề cử     | [ 214 ] |
| 2013 | Top Package                            | The Red Tour                                                               | Đoạt giải | [ 215 ] |
| 2013 | Concert Marketing and Promotion Award  | The Red Tour                                                               | Đề cử     | [ 215 ] |
| 2013 | Eventful Fans' Choice Award            |                                                                            | Đề cử     | [ 215 ] |
| 2015 | Top Tour                               | The 1989 World Tour                                                        | Đề cử     | [ 216 ] |
| 2015 | Top Draw                               |                                                                            | Đề cử     | [ 216 ] |
| 2018 | Top Tour                               | Reputation Stadium Tour                                                    | Đề cử     | [ 217 ] |
| 2018 | Top U.S. Tour                          | Reputation Stadium Tour                                                    | Đoạt giải | [ 217 ] |
| 2018 | Top Boxscore                           | Taylor Swift's Reputation Stadium Tour: MetLife Stadium (July 20–22, 2018) | Đề cử     | [ 217 ] |
| 2018 | Top Draw                               |                                                                            | Đề cử     | [ 217 ] |
| 2019 | Concert and Marketing Promotions Award | Swift x FujiFilm Activation for the Reputation Stadium Tour                | Đề cử     | [ 218 ] |

#### BillboardWomen in Music
| Năm  | Hạng Mục            | Tác Phẩm Đề Cử | Kết Quả   | Ghi Chú |
| ---- | ------------------- | -------------- | --------- | ------- |
| 2011 | Woman of the Year   |                | Đoạt giải | [ 219 ] |
| 2014 | Woman of the Year   |                | Đoạt giải | [ 220 ] |
| 2019 | Woman of the Decade |                | Đoạt giải | [ 221 ] |

#### BillboardYear-End Awards
| Năm  | Hạng Mục                    | Tác Phẩm Đề Cử | Kết Quả   | Ghi Chú |
| ---- | --------------------------- | -------------- | --------- | ------- |
| 2009 | Artist of the Year (Female) |                | Đoạt giải | [ 222 ] |

### BMI Country Awards
| Năm  | Hạng Mục               | Tác Phẩm Đề Cử                                 | Kết Quả   | Ghi Chú |
| ---- | ---------------------- | ---------------------------------------------- | --------- | ------- |
| 2007 | Award-Winning Songs    | "Tim McGraw"                                   | Đoạt giải | [ 223 ] |
| 2008 | Award-Winning Songs    | "Our Song"                                     | Đoạt giải | [ 224 ] |
| 2008 | Award-Winning Songs    | "Teardrops On My Guitar"                       | Đoạt giải | [ 224 ] |
| 2008 | Song of the Year       |                                                | Đoạt giải | [ 224 ] |
| 2009 | Song of the Year       | "Love Story"                                   | Đoạt giải | [ 225 ] |
| 2009 | Award-Winning Songs    |                                                | Đoạt giải | [ 225 ] |
| 2009 | Award-Winning Songs    | "Picture to Burn"                              | Đoạt giải | [ 225 ] |
| 2009 | Award-Winning Songs    | "Should've Said No"                            | Đoạt giải | [ 225 ] |
| 2010 | Songwriter of the Year |                                                | Đoạt giải | [ 226 ] |
| 2010 | Song of the Year       | "You Belong with Me"                           | Đoạt giải | [ 226 ] |
| 2010 | Award-Winning Songs    | "Fifteen"                                      | Đoạt giải | [ 226 ] |
| 2010 | Award-Winning Songs    | "Best Days of Your Life" (with Kellie Pickler) | Đoạt giải | [ 226 ] |
| 2010 | Award-Winning Songs    | "White Horse"                                  | Đoạt giải | [ 226 ] |
| 2010 | Award-Winning Songs    | "You Belong with Me"                           | Đoạt giải | [ 226 ] |
| 2011 | Award-Winning Songs    | "Back To December"                             | Đoạt giải | [ 227 ] |
| 2011 | Award-Winning Songs    | "Fearless"                                     | Đoạt giải | [ 227 ] |
| 2011 | Award-Winning Songs    | "Mine"                                         | Đoạt giải | [ 227 ] |
| 2012 | Top 50 Songs           | "Mean"                                         | Đoạt giải | [ 228 ] |
| 2012 | Top 50 Songs           | "Sparks Fly"                                   | Đoạt giải | [ 228 ] |
| 2013 | Top 50 Songs           | "Begin Again"                                  | Đoạt giải | [ 229 ] |
| 2013 | Top 50 Songs           | "Ours"                                         | Đoạt giải | [ 229 ] |
| 2014 | Top 50 Songs           | "Highway Don't Care" (with Tim McGraw)         | Đoạt giải | [ 230 ] |
| 2014 | Top 50 Songs           | "Red"                                          | Đoạt giải | [ 230 ] |
| 2017 | Top 50 Songs           | "Better Man"                                   | Đoạt giải | [ 231 ] |
| 2019 | Top 50 Songs           | "Babe"                                         | Đoạt giải | [ 232 ] |

### BMI Pop Awards
| Năm  | Hạng Mục                         | Tác Phẩm Đề Cử                                  | Kết Quả   | Ghi Chú |
| ---- | -------------------------------- | ----------------------------------------------- | --------- | ------- |
| 2009 | BMI President's Award            |                                                 | Đoạt giải | [ 233 ] |
| 2009 | Award-Winning Songs              | "Teardrops On My Guitar"                        | Đoạt giải | [ 233 ] |
| 2010 | Song of the Year                 | "Love Story"                                    | Đoạt giải | [ 234 ] |
| 2010 | Award-Winning Songs              | "Love Story"                                    | Đoạt giải | [ 234 ] |
| 2010 | Award-Winning Songs              | "You Belong with Me"                            | Đoạt giải | [ 234 ] |
| 2011 | Award-Winning Songs              | "Two Is Better Than One" (with Boys Like Girls) | Đoạt giải | [ 235 ] |
| 2011 | Award-Winning Songs              | "You Belong with Me" (2nd Award)                | Đoạt giải | [ 235 ] |
| 2012 | Award-Winning Songs              | "Mine"                                          | Đoạt giải | [ 236 ] |
| 2013 | Award-Winning Songs              | "We Are Never Ever Getting Back Together"       | Đoạt giải | [ 237 ] |
| 2014 | Award-Winning Songs              | "I Knew You Were Trouble"                       | Đoạt giải | [ 238 ] |
| 2015 | Songwriter of the Year           | Swift                                           | Đoạt giải | [ 239 ] |
| 2015 | Award-Winning Songs              | "22"                                            | Đoạt giải | [ 239 ] |
| 2015 | Award-Winning Songs              | "Everything Has Changed" (featuring Ed Sheeran) | Đoạt giải | [ 239 ] |
| 2015 | Award-Winning Songs              | "Shake It Off"                                  | Đoạt giải | [ 239 ] |
| 2016 | Taylor Swift Award               |                                                 | Đoạt giải | [ 240 ] |
| 2016 | Songwriter of the Year           |                                                 | Đoạt giải | [ 241 ] |
| 2016 | Award-Winning Songs              | "Bad Blood" (featuring Kendrick Lamar)          | Đoạt giải | [ 241 ] |
| 2016 | Award-Winning Songs              | "Blank Space"                                   | Đoạt giải | [ 241 ] |
| 2016 | Award-Winning Songs              | "Style"                                         | Đoạt giải | [ 241 ] |
| 2016 | Award-Winning Songs              | "Wildest Dreams"                                | Đoạt giải | [ 241 ] |
| 2017 | Award-Winning Songs              | "This Is What You Came For"                     | Đoạt giải | [ 242 ] |
| 2018 | Award-Winning Songs              | "I Don't Wanna Live Forever" (with Zayn)        | Đoạt giải | [ 243 ] |
| 2019 | Award-Winning Songs              | "Look What You Made Me Do"                      | Đoạt giải | [ 244 ] |
| 2019 | Award-Winning Songs              | "...Ready for It?"                              | Đoạt giải | [ 244 ] |
| 2019 | Award-Winning Songs              | "End Game" (featuring Ed Sheeran and Future)    | Đoạt giải | [ 244 ] |
| 2019 | Award-Winning Songs              | "Delicate"                                      | Đoạt giải | [ 244 ] |
| 2019 | Songwriter of the Year           |                                                 | Đoạt giải | [ 244 ] |
| 2020 | Award-Winning Songs              | "Me!" (featuring Brendon Urie)                  | Đoạt giải | [ 245 ] |
| 2020 | Award-Winning Songs              | "You Need to Calm Down"                         | Đoạt giải | [ 245 ] |
| 2021 | Award-Winning Songs              | "Lover"                                         | Đoạt giải | [ 246 ] |
| 2021 | Award-Winning Songs              | "The Man"                                       | Đoạt giải | [ 246 ] |
| 2022 | Most Performed Songs of the Year | "Cardigan"                                      | Đoạt giải | [ 247 ] |
| 2022 | Most Performed Songs of the Year | "Willow"                                        | Đoạt giải | [ 247 ] |
| 2022 | Most Performed Songs of the Year | "Deja Vu"                                       | Đoạt giải | [ 247 ] |

### BuzzAngle Music Awards
| Năm  | Hạng Mục                    | Tác Phẩm Đề Cử | Kết Quả   | Ghi Chú |
| ---- | --------------------------- | -------------- | --------- | ------- |
| 2017 | Physical Album Sales        | Reputation     | Đoạt giải | [ 248 ] |
| 2017 | Digital Album Sales         | Reputation     | Đoạt giải | [ 248 ] |
| 2017 | Indie Album                 | Reputation     | Đoạt giải | [ 248 ] |
| 2017 | Artist Physical Album Sales |                | Đoạt giải | [ 248 ] |
| 2017 | Indie Artist                |                | Đoạt giải | [ 248 ] |
| 2019 | Top Albums by Album Sales   | Lover          | Đoạt giải | [ 249 ] |
| 2019 | Digital Album Sales         | Lover          | Đoạt giải | [ 249 ] |

### Canadian Country Music Association
| Năm  | Hạng Mục          | Tác Phẩm Đề Cử | Kết Quả   | Ghi Chú |
| ---- | ----------------- | -------------- | --------- | ------- |
| 2009 | Top Selling Album | Fearless       | Đoạt giải | [ 250 ] |
| 2010 | Top Selling Album | Fearless       | Đoạt giải | [ 250 ] |
| 2011 | Top Selling Album | Speak Now      | Đoạt giải | [ 250 ] |
| 2012 | Generation Award  |                | Đoạt giải | [ 251 ] |
| 2013 | Top Selling Album | Red            | Đoạt giải | [ 250 ] |

### Canadian Fragrance Awards
| Năm  | Hạng Mục                             | Tác Phẩm Đề Cử | Kết Quả   | Ghi Chú |
| ---- | ------------------------------------ | -------------- | --------- | ------- |
| 2012 | Best Full-Market Launch Women's Mass | Wonderstruck   | Đoạt giải | [ 252 ] |

### Capricho Awards
| Năm  | Hạng Mục                         | Tác Phẩm Đề Cử                            | Kết Quả   | Ghi Chú |
| ---- | -------------------------------- | ----------------------------------------- | --------- | ------- |
| 2010 | International Female Singer      |                                           | Đề cử     | [ 253 ] |
| 2012 | International Female Singer      | Đề cử                                     | [ 254 ]   |         |
| 2012 | Best Clip                        | "We Are Never Ever Getting Back Together" | [ 254 ]   | Đề cử   |
| 2015 | International Female Singer      |                                           | Đề cử     | [ 255 ] |
| 2015 | International Clip               | "Bad Blood" (featuring Kendrick Lamar)    | Đề cử     | [ 255 ] |
| 2015 | Real Couple of 2015              | Swift & Calvin Harris                     | Đoạt giải | [ 255 ] |
| 2015 | Bafo do Ano                      | Swift & Nicki Minaj                       | Đề cử     | [ 255 ] |
| 2017 | International Artist (Music)     |                                           | Đề cử     | [ 256 ] |
| 2017 | International Clip               | "Look What You Made Me Do"                | Đề cử     | [ 256 ] |
| 2020 | International Artist (Music)     |                                           | Đề cử     | [ 257 ] |
| 2020 | Fandom of 2020                   |                                           | Đề cử     | [ 258 ] |
| 2022 | International Artist of the Year |                                           | Đoạt giải | [ 259 ] |
| 2022 | Album of the Year                | Midnights                                 | Đề cử     | [ 259 ] |
| 2022 | International Hit of the Year    | "Anti-Hero"                               | Đoạt giải | [ 259 ] |

### Country Music Association Awards
| Năm  | Hạng Mục                               | Tác Phẩm Đề Cử                                         | Kết Quả   | Ghi Chú         |
| ---- | -------------------------------------- | ------------------------------------------------------ | --------- | --------------- |
| 2007 | Horizon Award                          |                                                        | Đoạt giải | [ 260 ]         |
| 2008 | Female Vocalist of the Year            |                                                        | Đề cử     | [ 260 ]         |
| 2009 | Entertainer of the Year                |                                                        | Đoạt giải | [ 260 ]         |
| 2009 | Female Vocalist of the Year            |                                                        | Đoạt giải | [ 260 ]         |
| 2009 | International Artist Achievement Award |                                                        | Đoạt giải | [ 261 ]         |
| 2009 | Album of the Year                      | Fearless                                               | Đoạt giải | [ 260 ]         |
| 2009 | Music Video of the Year                | "Love Story"                                           | Đoạt giải | [ 260 ]         |
| 2010 | Female Vocalist of the Year            |                                                        | Đề cử     | [ 260 ]         |
| 2011 | Entertainer of the Year                |                                                        | Đoạt giải | [ 260 ]         |
| 2011 | Female Vocalist of the Year            |                                                        | Đề cử     | [ 260 ]         |
| 2011 | Album of the Year                      | Speak Now                                              | Đề cử     | [ 260 ]         |
| 2011 | Song of the Year                       | "Mean"                                                 | Đề cử     | [ 260 ]         |
| 2011 | Music Video of the Year                | "Mean"                                                 | Đề cử     | [ 260 ]         |
| 2012 | Entertainer of the Year                |                                                        | Đề cử     | [ 260 ]         |
| 2012 | Female Vocalist of the Year            |                                                        | Đề cử     | [ 260 ]         |
| 2012 | Musical Event of the Year              | "Safe & Sound" (featuring The Civil Wars)              | Đề cử     | [ 260 ]         |
| 2013 | Pinnacle Award                         |                                                        | Đoạt giải | [ 261 ] [ 262 ] |
| 2013 | International Artist Achievement Award |                                                        | Đoạt giải | [ 261 ] [ 262 ] |
| 2013 | Entertainer of the Year                |                                                        | Đề cử     | [ 260 ]         |
| 2013 | Female Vocalist of the Year            |                                                        | Đề cử     | [ 260 ]         |
| 2013 | Album of the Year                      | Red                                                    | Đề cử     | [ 260 ]         |
| 2013 | Single of the Year                     | "Highway Don't Care" (with Tim McGraw and Keith Urban) | Đề cử     | [ 260 ]         |
| 2013 | Musical Event of the Year              | "Highway Don't Care" (with Tim McGraw and Keith Urban) | Đoạt giải | [ 260 ]         |
| 2013 | Music Video of the Year                | "Highway Don't Care" (with Tim McGraw and Keith Urban) | Đoạt giải | [ 260 ]         |
| 2014 | Female Vocalist of the Year            |                                                        | Đề cử     | [ 260 ]         |
| 2017 | Song of the Year                       | "Better Man"                                           | Đoạt giải | [ 263 ]         |
| 2018 | Video of the Year                      | "Babe" (with Sugarland)                                | Đề cử     | [ 264 ]         |
| 2022 | Video of the Year                      | "I Bet You Think About Me" (featuring Chris Stapleton) | Đề cử     | [ 265 ]         |

### CMT Artists of the Year
| Năm  | Hạng Mục            | Tác Phẩm Đề Cử | Kết Quả   | Ghi Chú |
| ---- | ------------------- | -------------- | --------- | ------- |
| 2010 | Artists of the Year |                | Đoạt giải | [ 266 ] |
| 2011 | Artists of the Year |                | Đoạt giải | [ 267 ] |

### CMT Music Awards
| Năm  | Hạng Mục                            | Tác Phẩm Đề Cử                                         | Kết Quả   | Ghi Chú |
| ---- | ----------------------------------- | ------------------------------------------------------ | --------- | ------- |
| 2007 | Breakthrough Video of the Year      | "Tim McGraw"                                           | Đoạt giải | [ 268 ] |
| 2008 | Female Video of the Year            | "Our Song"                                             | Đoạt giải | [ 269 ] |
| 2008 | Video of the Year                   | "Our Song"                                             | Đoạt giải | [ 269 ] |
| 2009 | Video of the Year                   | "Love Story"                                           | Đoạt giải | [ 270 ] |
| 2009 | Female Video of the Year            | "Love Story"                                           | Đoạt giải | [ 270 ] |
| 2009 | Wide Open Country Video of the Year | "Photograph" (with Def Leppard)                        | Đề cử     | [ 270 ] |
| 2009 | CMT Performance of the Year         | "Photograph" (with Def Leppard)                        | Đề cử     | [ 270 ] |
| 2010 | Video of the Year                   | "You Belong with Me"                                   | Đề cử     | [ 271 ] |
| 2010 | Female Video of the Year            | "You Belong with Me"                                   | Đề cử     | [ 271 ] |
| 2010 | Collaborative Video of the Year     | "Best Days of Your Life" (with Kellie Pickler)         | Đề cử     | [ 271 ] |
| 2011 | Video of the Year                   | "Mine"                                                 | Đoạt giải | [ 272 ] |
| 2011 | Female Video of the Year            | "Mine"                                                 | Đề cử     | [ 272 ] |
| 2011 | Best Web Video of the Year          | "Mine"                                                 | Đề cử     | [ 272 ] |
| 2012 | Video of the Year                   | "Safe & Sound" (featuring The Civil Wars)              | Đề cử     | [ 273 ] |
| 2012 | Collaborative Video of the Year     | "Safe & Sound" (featuring The Civil Wars)              | Đề cử     | [ 273 ] |
| 2012 | Female Video of the Year            | "Ours"                                                 | Đề cử     | [ 273 ] |
| 2013 | Female Video of the Year            | "Begin Again"                                          | Đề cử     | [ 274 ] |
| 2013 | Video of the Year                   | "We Are Never Ever Getting Back Together"              | Đề cử     | [ 274 ] |
| 2014 | Collaborative Video of the Year     | "Highway Don't Care" (with Tim McGraw and Keith Urban) | Đề cử     | [ 275 ] |
| 2014 | Video of the Year                   | "Highway Don't Care" (with Tim McGraw and Keith Urban) | Đề cử     | [ 275 ] |
| 2014 | Video of the Year                   | "Red"                                                  | Đề cử     | [ 275 ] |
| 2014 | Female Video of the Year            | "Red"                                                  | Đề cử     | [ 275 ] |
| 2021 | Best Family Feature                 | "The Best Day (Taylor's Version)"                      | Đoạt giải | [ 276 ] |
| 2022 | Video of the Year                   | "I Bet You Think About Me" (featuring Chris Stapleton) | Đề cử     |         |
| 2022 | Trending Comeback Song of the Year  | "Love Story (Taylor's Version)"                        | Đoạt giải |         |

### Critics' Choice Documentary Awards
| Năm  | Hạng Mục                                         | Tác Phẩm Đề Cử | Kết Quả   | Ghi Chú |
| ---- | ------------------------------------------------ | -------------- | --------- | ------- |
| 2020 | Most Compelling Living Subjects of a Documentary | Miss Americana | Đoạt giải | [ 277 ] |

### Critics' Choice Movie Awards
| Năm  | Hạng Mục  | Tác Phẩm Đề Cử | Kết Quả      | Ghi Chú |
| ---- | --------- | -------------- | ------------ | ------- |
| 2023 | Best Song | "Carolina"     | Chưa công bố | [ 278 ] |

### Dance Magazine Awards
| Năm  | Hạng Mục         | Tác Phẩm Đề Cử                 | Kết Quả   | Ghi Chú |
| ---- | ---------------- | ------------------------------ | --------- | ------- |
| 2020 | Best Music Video | "Me!" (featuring Brendon Urie) | Đoạt giải | [ 279 ] |

### Do Something Awards
| Năm  | Hạng Mục                  | Tác Phẩm Đề Cử                                             | Kết Quả   | Ghi Chú |
| ---- | ------------------------- | ---------------------------------------------------------- | --------- | ------- |
| 2011 | Do Something Concert      | Taylor Swift's Speak Now Tour to Benefit Tornado Victims   | Đoạt giải | [ 280 ] |
| 2012 | Do Something Music Artist |                                                            | Đề cử     | [ 281 ] |
| 2012 | Do Something Facebook     | Swift Takes High School Senior With Leukemia To ACM Awards | Đề cử     | [ 281 ] |

### FiFi Awards
| Năm  | Hạng Mục                               | Tác Phẩm Đề Cử         | Kết Quả   | Ghi Chú |
| ---- | -------------------------------------- | ---------------------- | --------- | ------- |
| 2012 | Fragrance of the Year: Women's Luxe    | Wonderstruck           | Đề cử     | [ 282 ] |
| 2013 | Fragrance Celebrity of the Year        | Wonderstruck Enchanted | Đề cử     | [ 283 ] |
| 2015 | Fragrance of the Year: Women's Popular | Incredible Things      | Đoạt giải | [ 284 ] |

### GLAAD Media Awards
| Năm  | Hạng Mục       | Tác Phẩm Đề Cử | Kết Quả   | Ghi Chú |
| ---- | -------------- | -------------- | --------- | ------- |
| 2020 | Vanguard Award |                | Đoạt giải | [ 285 ] |

### Gold Derby Music Awards
| Năm  | Hạng Mục                      | Tác Phẩm Đề Cử                     | Kết Quả      | Ghi Chú |
| ---- | ----------------------------- | ---------------------------------- | ------------ | ------- |
| 2021 | Artist of the Year            |                                    | Đoạt giải    | [ 286 ] |
| 2021 | Best Pop Artist               |                                    | Đoạt giải    | [ 286 ] |
| 2021 | Album of the Year             | Folklore                           | Đoạt giải    | [ 286 ] |
| 2021 | Record of the Year            | "Cardigan"                         | Đoạt giải    | [ 286 ] |
| 2021 | Song of the Year              | "Cardigan"                         | Đoạt giải    | [ 286 ] |
| 2021 | Best Music Video              | "Cardigan"                         | Đề cử        | [ 286 ] |
| 2022 | Artist of the Year            |                                    | Đoạt giải    | [ 287 ] |
| 2022 | Best Pop Artist               |                                    | Đoạt giải    | [ 287 ] |
| 2022 | Album of the Year             | Evermore                           | Đề cử        | [ 287 ] |
| 2022 | Best Pop Album                | Evermore                           | Đoạt giải    | [ 287 ] |
| 2022 | Record of the Year            | "Willow"                           | Đoạt giải    | [ 287 ] |
| 2022 | Song of the Year              | "Willow"                           | Đoạt giải    | [ 287 ] |
| 2022 | Best Music Video              | "Willow"                           | Đoạt giải    | [ 287 ] |
| 2023 | Best Music Video              | All Too Well: The Short Film       | Chưa công bố | [ 288 ] |
| 2023 | Artist of the Year            |                                    | Chưa công bố | [ 288 ] |
| 2023 | Best Country/Americana Artist |                                    | Chưa công bố | [ 288 ] |
| 2023 | Album of the Year             | Red (Taylor's Version)             | Chưa công bố | [ 288 ] |
| 2023 | Best Country/Americana Album  | Red (Taylor's Version)             | Chưa công bố | [ 288 ] |
| 2023 | Record of the Year            | "All Too Well (10 Minute Version)" | Chưa công bố | [ 288 ] |
| 2023 | Song of the Year              | "All Too Well (10 Minute Version)" | Chưa công bố | [ 288 ] |
| 2023 | Best Pop Song                 | "All Too Well (10 Minute Version)" | Chưa công bố | [ 288 ] |
| 2023 | Best Country/Americana Song   | "Carolina"                         | Chưa công bố | [ 288 ] |
| 2023 | Best Country/Americana Song   | "I Bet You Think About Me"         | Chưa công bố | [ 288 ] |
| 2023 | Best Collaboration            | "I Bet You Think About Me"         | Chưa công bố | [ 288 ] |

### Golden Boot Awards
| Năm  | Hạng Mục                  | Tác Phẩm Đề Cử          | Kết Quả   | Ghi Chú |
| ---- | ------------------------- | ----------------------- | --------- | ------- |
| 2019 | Music Video of the Year   | "Babe" (with Sugarland) | Đề cử     | [ 289 ] |
| 2019 | Collaboration of the Year | "Babe" (with Sugarland) | Đoạt giải | [ 289 ] |

### Gracie Awards
| Năm  | Hạng Mục                           | Tác Phẩm Đề Cử                          | Kết Quả   | Ghi Chú |
| ---- | ---------------------------------- | --------------------------------------- | --------- | ------- |
| 2021 | Grand Award for Special or Variety | Folklore: The Long Pond Studio Sessions | Đoạt giải | [ 290 ] |

### Grammy Awards
| Năm  | Hạng Mục                              | Tác Phẩm Đề Cử                                         | Kết Quả      | Ghi Chú |
| ---- | ------------------------------------- | ------------------------------------------------------ | ------------ | ------- |
| 2008 | Best New Artist                       |                                                        | Đề cử        | [ 291 ] |
| 2010 | Album of the Year                     | Fearless                                               | Đoạt giải    | [ 292 ] |
| 2010 | Best Country Album                    | Fearless                                               | Đoạt giải    | [ 292 ] |
| 2010 | Record of the Year                    | "You Belong with Me"                                   | Đề cử        | [ 292 ] |
| 2010 | Song of the Year                      | "You Belong with Me"                                   | Đề cử        | [ 292 ] |
| 2010 | Best Female Pop Vocal Performance     | "You Belong with Me"                                   | Đề cử        | [ 292 ] |
| 2010 | Best Female Country Vocal Performance | "White Horse"                                          | Đoạt giải    | [ 292 ] |
| 2010 | Best Country Song                     | "White Horse"                                          | Đoạt giải    | [ 292 ] |
| 2010 | Best Pop Collaboration with Vocals    | "Breathe" (featuring Colbie Caillat)                   | Đề cử        | [ 292 ] |
| 2012 | Best Country Album                    | Speak Now                                              | Đề cử        | [ 293 ] |
| 2012 | Best Country Solo Performance         | "Mean"                                                 | Đoạt giải    | [ 293 ] |
| 2012 | Best Country Song                     | "Mean"                                                 | Đoạt giải    | [ 293 ] |
| 2013 | Record of the Year                    | "We Are Never Ever Getting Back Together"              | Đề cử        | [ 294 ] |
| 2013 | Best Country Duo/Group Performance    | "Safe & Sound" (featuring The Civil Wars)              | Đề cử        | [ 294 ] |
| 2013 | Best Song Written for Visual Media    | "Safe & Sound" (featuring The Civil Wars)              | Đoạt giải    | [ 294 ] |
| 2014 | Album of the Year                     | Red                                                    | Đề cử        | [ 295 ] |
| 2014 | Best Country Album                    | Red                                                    | Đề cử        | [ 295 ] |
| 2014 | Best Country Song                     | "Begin Again"                                          | Đề cử        | [ 295 ] |
| 2014 | Best Country Duo/Group Performance    | "Highway Don't Care" (with Tim McGraw and Keith Urban) | Đề cử        | [ 295 ] |
| 2015 | Record of the Year                    | "Shake It Off"                                         | Đề cử        | [ 296 ] |
| 2015 | Song of the Year                      | "Shake It Off"                                         | Đề cử        | [ 296 ] |
| 2015 | Best Pop Solo Performance             | "Shake It Off"                                         | Đề cử        | [ 296 ] |
| 2016 | Album of the Year                     | 1989                                                   | Đoạt giải    | [ 297 ] |
| 2016 | Best Pop Vocal Album                  | 1989                                                   | Đoạt giải    | [ 297 ] |
| 2016 | Record of the Year                    | "Blank Space"                                          | Đề cử        | [ 297 ] |
| 2016 | Song of the Year                      | "Blank Space"                                          | Đề cử        | [ 297 ] |
| 2016 | Best Pop Solo Performance             | "Blank Space"                                          | Đề cử        | [ 297 ] |
| 2016 | Best Pop Duo/Group Performance        | "Bad Blood" (featuring Kendrick Lamar)                 | Đề cử        | [ 297 ] |
| 2016 | Best Music Video                      | "Bad Blood" (featuring Kendrick Lamar)                 | Đoạt giải    | [ 297 ] |
| 2018 | Best Country Song                     | "Better Man"                                           | Đề cử        | [ 298 ] |
| 2018 | Best Song Written for Visual Media    | "I Don't Wanna Live Forever"                           | Đề cử        | [ 298 ] |
| 2019 | Best Pop Vocal Album                  | Reputation                                             | Đề cử        | [ 299 ] |
| 2020 | Best Pop Vocal Album                  | Lover                                                  | Đề cử        | [ 300 ] |
| 2020 | Song of the Year                      | "Lover"                                                | Đề cử        | [ 300 ] |
| 2020 | Best Pop Solo Performance             | "You Need to Calm Down"                                | Đề cử        | [ 300 ] |
| 2021 | Best Song Written for Visual Media    | "Beautiful Ghosts"                                     | Đề cử        | [ 301 ] |
| 2021 | Song of the Year                      | "Cardigan"                                             | Đề cử        | [ 301 ] |
| 2021 | Best Pop Solo Performance             | "Cardigan"                                             | Đề cử        | [ 301 ] |
| 2021 | Best Pop Duo/Group Performance        | "Exile" (featuring Bon Iver)                           | Đề cử        | [ 301 ] |
| 2021 | Best Pop Vocal Album                  | Folklore                                               | Đề cử        | [ 301 ] |
| 2021 | Album of the Year                     | Folklore                                               | Đoạt giải    | [ 301 ] |
| 2022 | Album of the Year                     | Evermore                                               | Đề cử        | [ 302 ] |
| 2023 | Song of the Year                      | "All Too Well (10 Minute Version) (The Short Film)"    | Chưa công bố | [ 303 ] |
| 2023 | Best Country Song                     | "I Bet You Think About Me"                             | Chưa công bố | [ 303 ] |
| 2023 | Best Song Written for Visual Media    | "Carolina"                                             | Chưa công bố | [ 303 ] |
| 2023 | Best Music Video                      | All Too Well: The Short Film                           | Chưa công bố | [ 303 ] |

### Grand Remi Awards (WorldFest-Houston International Film Festival)
| Năm  | Hạng Mục         | Tác Phẩm Đề Cử | Kết Quả   | Ghi Chú |
| ---- | ---------------- | -------------- | --------- | ------- |
| 2015 | Best Music Video | Shake It Off   | Đoạt giải | [ 304 ] |

### Hollywood Critics Association Midseason Awards
| Năm  | Tác Phẩm Đề Cử   | Hạng Mục       | Kết Quả | Ghi Chú |
| ---- | ---------------- | -------------- | ------- | ------- |
| 2020 | Best Documentary | Miss Americana | Á quân  | [ 305 ] |

### Hollywood Music in Media Awards
| Năm  | Hạng Mục                             | Tác Phẩm Đề Cử | Kết Quả      | Ghi Chú |
| ---- | ------------------------------------ | -------------- | ------------ | ------- |
| 2022 | Best Original Song in a Feature Film | "Carolina"     | Chưa công bố | [ 306 ] |

### iHeartRadio Music Awards
| Năm  | Hạng Mục                  | Tác Phẩm Đề Cử                                         | Kết Quả   | Ghi Chú |
| ---- | ------------------------- | ------------------------------------------------------ | --------- | ------- |
| 2014 | Best Fan Army             |                                                        | Đề cử     | [ 307 ] |
| 2014 | Country Song of the Year  | "Highway Don't Care" (with Tim McGraw and Keith Urban) | Đề cử     | [ 307 ] |
| 2015 | Artist of the Year        |                                                        | Đoạt giải | [ 308 ] |
| 2015 | Best Fan Army             | Đề cử                                                  |           | [ 308 ] |
| 2015 | Song of the Year          | "Shake It Off"                                         | Đoạt giải | [ 308 ] |
| 2015 | Best Lyrics               | "Blank Space"                                          | Đoạt giải | [ 308 ] |
| 2016 | Female Artist of the Year |                                                        | Đoạt giải | [ 309 ] |
| 2016 | Best Tour                 | The 1989 World Tour                                    | Đoạt giải | [ 309 ] |
| 2016 | Best Fan Army             |                                                        | Đề cử     | [ 309 ] |
| 2016 | Most Meme-able Moment     | Đoạt giải                                              |           | [ 309 ] |
| 2016 | Song of the Year          | "Blank Space"                                          | Đề cử     | [ 309 ] |
| 2016 | Best Collaboration        | "Bad Blood" (with Kendrick Lamar)                      | Đề cử     | [ 309 ] |
| 2016 | Album of the Year         | 1989                                                   | Đoạt giải | [ 309 ] |
| 2018 | Female Artist of the Year |                                                        | Đoạt giải | [ 310 ] |
| 2018 | Best Fan Army             | Đề cử                                                  |           | [ 310 ] |
| 2018 | Best Lyrics               | "Look What You Made Me Do"                             | Đề cử     | [ 310 ] |
| 2018 | Best Music Video          | "Look What You Made Me Do"                             | Đề cử     | [ 310 ] |
| 2018 | Cutest Musician's Pet     | Olivia Benson                                          | Đề cử     | [ 310 ] |
| 2019 | Tour of the Year          | Reputation Stadium Tour                                | Đoạt giải | [ 311 ] |
| 2019 | Best Fan Army             |                                                        | Đề cử     | [ 312 ] |
| 2019 | Best Music Video          | "Delicate"                                             | Đoạt giải | [ 312 ] |
| 2020 | Pop Album of the Year     | Lover                                                  | Đoạt giải | [ 313 ] |
| 2020 | Female Artist of the Year |                                                        | Đề cử     | [ 314 ] |
| 2020 | Best Fan Army             |                                                        | Đề cử     | [ 314 ] |
| 2020 | Best Lyrics               | "You Need to Calm Down"                                | Đề cử     | [ 314 ] |
| 2020 | Best Remix                | "Lover (Remix)" (featuring Shawn Mendes)               | Đề cử     | [ 314 ] |
| 2020 | Best Music Video          | "Me!" (featuring Brendon Urie)                         | Đề cử     | [ 314 ] |
| 2020 | Best Cover Song           | "Can't Stop Loving You" (Phil Collins)                 | Đề cử     | [ 314 ] |
| 2021 | Pop Album of the Year     | Folklore                                               | Đoạt giải | [ 315 ] |
| 2021 | Female Artist of the Year |                                                        | Đề cử     | [ 315 ] |
| 2021 | Best Fan Army             |                                                        | Đề cử     | [ 315 ] |
| 2021 | Best Lyrics               | "Cardigan"                                             | Đề cử     | [ 315 ] |
| 2022 | Best Lyrics               | "All Too Well (10 Minute Version)"                     | Đoạt giải | [ 316 ] |
| 2022 | Best Fan Army             |                                                        | Đề cử     | [ 316 ] |
| 2022 | Female Artist of the Year |                                                        | Đề cử     | [ 316 ] |

### iHeartRadio Titanium Award
| Năm  | Hạng Mục      | Tác Phẩm Đề Cử                           | Kết Quả   | Ghi Chú |
| ---- | ------------- | ---------------------------------------- | --------- | ------- |
| 2018 | Winning Songs | "I Don't Wanna Live Forever" (with Zayn) | Đoạt giải | [ 317 ] |
| 2019 | Winning Songs | "Delicate"                               | Đoạt giải | [ 318 ] |

### Juno Awards
| Năm  | Hạng Mục                        | Tác Phẩm Đề Cử | Kết Quả | Ghi Chú |
| ---- | ------------------------------- | -------------- | ------- | ------- |
| 2010 | International Album of the Year | Fearless       | Đề cử   | [ 319 ] |
| 2011 | International Album of the Year | Speak Now      | Đề cử   | [ 320 ] |
| 2013 | International Album of the Year | Red            | Đề cử   | [ 321 ] |
| 2015 | International Album of the Year | 1989           | Đề cử   | [ 322 ] |
| 2018 | International Album of the Year | Reputation     | Đề cử   | [ 323 ] |
| 2021 | International Album of the Year | Folklore       | Đề cử   | [ 324 ] |
| 2022 | International Album of the Year | Evermore       | Đề cử   | [ 325 ] |

### Meus Prêmios Nick
| Năm  | Hạng Mục          | Tác Phẩm Đề Cử | Kết Quả | Ghi Chú |
| ---- | ----------------- | -------------- | ------- | ------- |
| 2021 | Video of the Year | "Willow"       | Đề cử   | [ 326 ] |

### MTV Millennial Awards
| Năm  | Hạng Mục                           | Tác Phẩm Đề Cử                            | Kết Quả   | Ghi Chú |
| ---- | ---------------------------------- | ----------------------------------------- | --------- | ------- |
| 2013 | Catchiest Hit of the Year          | "We Are Never Ever Getting Back Together" | Đoạt giải | [ 327 ] |
| 2015 | Worldwide Instagrammer of the Year |                                           | Đề cử     | [ 328 ] |
| 2015 | International Hit of the Year      | "Blank Space"                             | Đề cử     | [ 328 ] |
| 2017 | Collaboration of the Year          | "I Don't Wanna Live Forever" (with Zayn)  | Đoạt giải | [ 329 ] |

#### MTV Millennial Awards Brazil
| Năm  | Hạng Mục          | Tác Phẩm Đề Cử             | Kết Quả   | Ghi Chú |
| ---- | ----------------- | -------------------------- | --------- | ------- |
| 2018 | International Hit | "Look What You Make Me Do" | Đề cử     | [ 330 ] |
| 2018 | Shade of the Year | Swift and Katy Perry       | Đoạt giải | [ 330 ] |
| 2018 | Pet of the Year   | Olivia Benson              | Đề cử     | [ 330 ] |
| 2019 | Pet of the Year   | Olivia Benson              | Đề cử     | [ 331 ] |

### MTVU Woodie Awards
| Năm  | Hạng Mục          | Tác Phẩm Đề Cử        | Kết Quả   | Ghi Chú |
| ---- | ----------------- | --------------------- | --------- | ------- |
| 2015 | Best Cover Woodie | "Riptide" (Vance Joy) | Đoạt giải | [ 332 ] |

### Much Music Video Awards
| Năm  | Hạng Mục                                      | Tác Phẩm Đề Cử                                  | Kết Quả   | Ghi Chú |
| ---- | --------------------------------------------- | ----------------------------------------------- | --------- | ------- |
| 2010 | International Video of the Year – Artist      | "You Belong with Me"                            | Đề cử     | [ 333 ] |
| 2010 | Your Fave International Video                 | "You Belong with Me"                            | Đề cử     | [ 333 ] |
| 2011 | Most Watched Video of the Year                | "Mine"                                          | Đề cử     | [ 334 ] |
| 2013 | International Video of the Year – Artist      | "We Are Never Ever Getting Back Together"       | Đề cử     | [ 335 ] |
| 2013 | Your Fave International Artist/Group          |                                                 | Đoạt giải | [ 335 ] |
| 2014 | International Video of the Year – Artist      | "Everything Has Changed" (featuring Ed Sheeran) | Đề cử     | [ 336 ] |
| 2015 | International Video of the Year – Artist      | "Blank Space"                                   | Đề cử     | [ 337 ] |
| 2015 | Your Fave International Artist/Group          |                                                 | Đề cử     | [ 337 ] |
| 2016 | International Artist of the Year              | "Bad Blood"                                     | Đề cử     | [ 337 ] |
| 2016 | Most Buzzworthy International Artist or Group | "Bad Blood"                                     | Đề cử     | [ 337 ] |
| 2016 | Fan Fave International Artist or Group        |                                                 | Đề cử     | [ 337 ] |

### Music Business Association Awards
| Năm  | Hạng Mục           | Tác Phẩm Đề Cử | Kết Quả   | Ghi Chú |
| ---- | ------------------ | -------------- | --------- | ------- |
| 2010 | Artist of the Year |                | Đoạt giải | [ 338 ] |

### MusicDaily Awards
| Năm  | Hạng Mục    | Tác Phẩm Đề Cử | Kết Quả   | Ghi Chú |
| ---- | ----------- | -------------- | --------- | ------- |
| 2021 | Best Artist |                | Đoạt giải | [ 339 ] |

### MVPA Awards
| Năm  | Hạng Mục                          | Tác Phẩm Đề Cử | Kết Quả | Ghi Chú |
| ---- | --------------------------------- | -------------- | ------- | ------- |
| 2020 | Best Production Design in a Video | "Lover"        | Đề cử   | [ 340 ] |
| 2020 | Best Visual Effects in a Video    | "Cardigan"     | Đề cử   | [ 340 ] |

### Nashville Songwriter Awards
| Năm  | Hạng Mục                        | Tác Phẩm Đề Cử                 | Kết Quả   | Ghi Chú |
| ---- | ------------------------------- | ------------------------------ | --------- | ------- |
| 2007 | Songwriter-Artist of the Year   | Swift (tied with Alan Jackson) | Đoạt giải | [ 341 ] |
| 2009 | Songwriter-Artist of the Year   |                                | Đoạt giải | [ 341 ] |
| 2010 | Songwriter-Artist of the Year   |                                | Đoạt giải | [ 341 ] |
| 2011 | Songwriter-Artist of the Year   |                                | Đoạt giải | [ 341 ] |
| 2012 | Songwriter-Artist of the Year   |                                | Đoạt giải | [ 341 ] |
| 2013 | Songwriter-Artist of the Year   |                                | Đoạt giải | [ 341 ] |
| 2015 | Songwriter-Artist of the Year   |                                | Đoạt giải | [ 341 ] |
| 2015 | Ten Songs I Wish I'd Written    | "Shake It Off"                 | Đoạt giải | [ 342 ] |
| 2017 | Ten Songs I Wish I'd Written    | "Better Man"                   | Đoạt giải | [ 342 ] |
| 2020 | Ten Songs I Wish I'd Written    | "Lover"                        | Đoạt giải | [ 343 ] |
| 2021 | Ten Songs I Wish I'd Written    | "Cardigan"                     | Đoạt giải | [ 344 ] |
| 2021 | Ten Songs I Wish I'd Written    | "Willow"                       | Đoạt giải | [ 344 ] |
| 2022 | Songwriter-Artist of the Decade |                                | Đoạt giải | [ 345 ] |

### Nashville Symphony Ball
| Năm  | Hạng Mục      | Tác Phẩm Đề Cử | Kết Quả   | Ghi Chú |
| ---- | ------------- | -------------- | --------- | ------- |
| 2011 | Harmony Award |                | Đoạt giải | [ 346 ] |

### National Music Publishers' Association
| Năm  | Hạng Mục        | Tác Phẩm Đề Cử | Kết Quả   | Ghi Chú |
| ---- | --------------- | -------------- | --------- | ------- |
| 2021 | Songwriter Icon |                | Đoạt giải | [ 347 ] |

### Neox Fan Awards
| Năm  | Hạng Mục              | Tác Phẩm Đề Cử | Kết Quả   | Ghi Chú |
| ---- | --------------------- | -------------- | --------- | ------- |
| 2013 | Best Song of the Year | "22"           | Đoạt giải | [ 348 ] |

### NetEase Annual Music Awards
| Năm  | Hạng Mục             | Tác Phẩm Đề Cử | Kết Quả   | Ghi Chú |
| ---- | -------------------- | -------------- | --------- | ------- |
| 2020 | Top Western Act      |                | Đoạt giải | [ 349 ] |
| 2020 | Top Western Album    | Folklore       | Đoạt giải | [ 349 ] |
| 2020 | Top Folk Music Album | Folklore       | Đoạt giải | [ 349 ] |

### Nickelodeon Kids' Choice Awards
| Năm  | Hạng Mục                            | Tác Phẩm Đề Cử                            | Kết Quả   | Ghi Chú |
| ---- | ----------------------------------- | ----------------------------------------- | --------- | ------- |
| 2010 | Favorite Female Singer              |                                           | Đề cử     | [ 350 ] |
| 2010 | Favorite Song                       | "You Belong with Me"                      | Đề cử     | [ 350 ] |
| 2011 | Favorite Female Singer              |                                           | Đề cử     | [ 351 ] |
| 2011 | Favorite Song                       | "Mine"                                    | Đề cử     | [ 351 ] |
| 2012 | Favorite Female Singer              |                                           | Đề cử     | [ 352 ] |
| 2012 | Favorite Song                       | "Sparks Fly"                              | Đề cử     | [ 352 ] |
| 2012 | The Big Help Award                  |                                           | Đoạt giải | [ 353 ] |
| 2013 | Favorite Female Singer              |                                           | Đề cử     | [ 354 ] |
| 2013 | Favorite Song                       | "We Are Never Ever Getting Back Together" | Đề cử     | [ 354 ] |
| 2013 | Favorite Voice in an Animated Movie | The Lorax                                 | Đề cử     | [ 354 ] |
| 2014 | Favorite Female Singer              |                                           | Đề cử     | [ 355 ] |
| 2014 | Favorite Song                       | "I Knew You Were Trouble"                 | Đề cử     | [ 355 ] |
| 2015 | Favorite Female Singer              |                                           | Đề cử     | [ 356 ] |
| 2015 | Favorite Song                       | "Shake It Off"                            | Đề cử     | [ 356 ] |
| 2016 | Favorite Female Singer              |                                           | Đề cử     | [ 357 ] |
| 2016 | Favorite Song                       | "Bad Blood" (featuring Kendrick Lamar)    | Đề cử     | [ 357 ] |
| 2016 | Favorite Collaboration              | "Bad Blood" (featuring Kendrick Lamar)    | Đề cử     | [ 357 ] |
| 2018 | Favorite Female Singer              |                                           | Đề cử     | [ 358 ] |
| 2018 | Favorite Global Music Star          |                                           | Đề cử     | [ 358 ] |
| 2018 | Favorite Song                       | "Look What You Made Me Do"                | Đề cử     | [ 358 ] |
| 2019 | Favorite Female Artist              |                                           | Đề cử     | [ 359 ] |
| 2019 | Favorite Global Music Star          |                                           | Đoạt giải | [ 359 ] |
| 2019 | Favorite Song                       | "Delicate"                                | Đề cử     | [ 359 ] |
| 2020 | Favorite Movie Actress              | Cats                                      | Đề cử     | [ 360 ] |
| 2020 | Favorite Song                       | "You Need to Calm Down"                   | Đề cử     | [ 360 ] |
| 2020 | Favorite Collaboration              | "Me!" (featuring Brendon Urie)            | Đề cử     | [ 360 ] |
| 2020 | Favorite Female Artist              |                                           | Đề cử     | [ 360 ] |
| 2020 | Favorite Global Music Star          |                                           | Đề cử     | [ 360 ] |
| 2021 | Favorite Song                       | "Cardigan"                                | Đề cử     | [ 361 ] |
| 2021 | Favorite Female Artist              |                                           | Đề cử     | [ 361 ] |
| 2021 | Favorite Global Music Star          |                                           | Đề cử     | [ 361 ] |
| 2022 | Favorite Female Artist              |                                           | Đề cử     | [ 362 ] |
| 2022 | Favorite Song                       | "All Too Well (10 Minute Version)"        | Đề cử     | [ 362 ] |
| 2022 | Favorite Album                      | Fearless (Taylor's Version)               | Đề cử     | [ 362 ] |
| 2022 | Favorite Album                      | Red (Taylor's Version)                    | Đề cử     | [ 362 ] |

### Nickelodeon Argentina Kids' Choice Awards
| Năm  | Hạng Mục                               | Tác Phẩm Đề Cử                            | Kết Quả | Ghi Chú |
| ---- | -------------------------------------- | ----------------------------------------- | ------- | ------- |
| 2013 | Favorite International Song            | "We Are Never Ever Getting Back Together" | Đề cử   | [ 363 ] |
| 2015 | Favorite International Artist or Group |                                           | Đề cử   |         |

### Nickelodeon Colombia Kids' Choice Awards
| Năm  | Hạng Mục                               | Tác Phẩm Đề Cử | Kết Quả | Ghi Chú |
| ---- | -------------------------------------- | -------------- | ------- | ------- |
| 2015 | Favorite International Artist or Group |                | Đề cử   | [ 364 ] |

### Nickelodeon Mexico Kids' Choice Awards
| Năm  | Hạng Mục                               | Tác Phẩm Đề Cử | Kết Quả | Ghi Chú |
| ---- | -------------------------------------- | -------------- | ------- | ------- |
| 2015 | Favorite International Artist or Group |                | Đề cử   |         |

### Northwest Tennessee Disaster Services
| Năm  | Hạng Mục                    | Tác Phẩm Đề Cử | Kết Quả   | Ghi Chú |
| ---- | --------------------------- | -------------- | --------- | ------- |
| 2012 | Honorary Star of Compassion |                | Đoạt giải | [ 365 ] |

### O Music Awards
| Năm  | Hạng Mục                  | Tác Phẩm Đề Cử | Kết Quả   | Ghi Chú |
| ---- | ------------------------- | -------------- | --------- | ------- |
| 2012 | Fan Army FTW              |                | Đề cử     | [ 366 ] |
| 2012 | Most Extreme Fan Outreach |                | Đoạt giải | [ 366 ] |

### People's Choice Awards
| Năm  | Hạng Mục                        | Tác Phẩm Đề Cử                            | Kết Quả   | Ghi Chú |
| ---- | ------------------------------- | ----------------------------------------- | --------- | ------- |
| 2009 | Favorite Country Song           | "Love Story"                              | Đề cử     | [ 367 ] |
| 2009 | Favorite Star Under 35          |                                           | Đề cử     | [ 367 ] |
| 2010 | Favorite Female Artist          |                                           | Đoạt giải | [ 368 ] |
| 2010 | Favorite Country Artist         |                                           | Đề cử     | [ 368 ] |
| 2010 | Favorite Pop Artist             |                                           | Đề cử     | [ 368 ] |
| 2011 | Favorite Female Artist          |                                           | Đề cử     | [ 369 ] |
| 2011 | Favorite Country Artist         |                                           | Đoạt giải | [ 369 ] |
| 2012 | Favorite Female Artist          |                                           | Đề cử     | [ 370 ] |
| 2012 | Favorite Country Artist         |                                           | Đoạt giải | [ 370 ] |
| 2012 | Favorite Tour Headliner         |                                           | Đề cử     | [ 370 ] |
| 2013 | Favorite Song                   | "We Are Never Ever Getting Back Together" | Đề cử     | [ 371 ] |
| 2013 | Favorite Female Artist          |                                           | Đề cử     | [ 371 ] |
| 2013 | Favorite Country Artist         |                                           | Đoạt giải | [ 371 ] |
| 2014 | Favorite Country Artist         |                                           | Đoạt giải | [ 372 ] |
| 2015 | Favorite Song                   | "Shake It Off"                            | Đoạt giải | [ 373 ] |
| 2015 | Favorite Female Artist          |                                           | Đoạt giải | [ 373 ] |
| 2015 | Favorite Pop Artist             |                                           | Đoạt giải | [ 373 ] |
| 2016 | Favorite Song                   | "Bad Blood" (featuring Kendrick Lamar)    | Đề cử     | [ 374 ] |
| 2016 | Favorite Female Artist          |                                           | Đoạt giải | [ 374 ] |
| 2016 | Favorite Pop Artist             |                                           | Đoạt giải | [ 374 ] |
| 2016 | Favorite Social Media Celebrity |                                           | Đề cử     | [ 374 ] |
| 2018 | Concert Tour of the Year        | Reputation Stadium Tour                   | Đoạt giải | [ 375 ] |
| 2018 | Female Artist of the Year       |                                           | Đề cử     | [ 375 ] |
| 2018 | Social Celebrity of the Year    |                                           | Đề cử     | [ 375 ] |
| 2019 | Album of the Year               | Lover                                     | Đoạt giải | [ 376 ] |
| 2019 | Music Video of the Year         | "Me!" (featuring Brendon Urie)            | Đề cử     | [ 376 ] |
| 2019 | Social Celebrity of the Year    |                                           | Đề cử     | [ 376 ] |
| 2019 | Female Artist of the Year       |                                           | Đề cử     | [ 376 ] |
| 2020 | Female Artist of the Year       |                                           | Đề cử     | [ 377 ] |
| 2020 | Album of the Year               | Folklore                                  | Đề cử     | [ 377 ] |
| 2020 | Soundtrack Song of the Year     | "Only the Young"                          | Đoạt giải | [ 377 ] |
| 2022 | Album of the Year               | Midnights                                 | Đoạt giải | [ 378 ] |
| 2022 | Music Video of the Year         | "Anti-Hero"                               | Đoạt giải | [ 378 ] |
| 2022 | Female Artist of the Year       |                                           | Đoạt giải | [ 378 ] |

### PollstarAwards
| Năm  | Hạng Mục                         | Tác Phẩm Đề Cử          | Kết Quả   | Ghi Chú |
| ---- | -------------------------------- | ----------------------- | --------- | ------- |
| 2019 | Best Pop Tour                    | Reputation Stadium Tour | Đoạt giải | [ 379 ] |
| 2021 | Touring Artist of the Decade     |                         | Đề cử     | [ 380 ] |
| 2021 | Pop Touring Artist of the Decade |                         | Đề cử     | [ 380 ] |

### Popstar! Poptastic Awards
| Năm  | Hạng Mục               | Tác Phẩm Đề Cử | Kết Quả   | Ghi Chú |
| ---- | ---------------------- | -------------- | --------- | ------- |
| 2010 | Favorite Female Singer |                | Đoạt giải | [ 381 ] |

### Primetime Emmy Awards
| Năm  | Hạng Mục                                                                             | Tác Phẩm Đề Cử                         | Kết Quả   | Ghi Chú |
| ---- | ------------------------------------------------------------------------------------ | -------------------------------------- | --------- | ------- |
| 2015 | Outstanding Creative Achievement in Interactive Media — Original Interactive Program | AMEX Unstaged: Taylor Swift Experience | Đoạt giải | [ 382 ] |

### Queerty Awards
| Năm  | Hạng Mục     | Tác Phẩm Đề Cử          | Kết Quả | Ghi Chú |
| ---- | ------------ | ----------------------- | ------- | ------- |
| 2019 | Queer Anthem | "You Need to Calm Down" | Á quân  | [ 305 ] |

### Radio Disney Music Awards
| Năm  | Hạng Mục                   | Tác Phẩm Đề Cử                                  | Kết Quả   | Ghi Chú         |
| ---- | -------------------------- | ----------------------------------------------- | --------- | --------------- |
| 2013 | Song of the Year           | "I Knew You Were Trouble"                       | Đoạt giải | [ 383 ] [ 384 ] |
| 2013 | Best Break Up Song         | "We Are Never Ever Getting Back Together"       | Đoạt giải | [ 383 ] [ 384 ] |
| 2013 | Best Female Artist         |                                                 | Đề cử     | [ 383 ] [ 384 ] |
| 2014 | Best Musical Collaboration | "Everything Has Changed" (featuring Ed Sheeran) | Đoạt giải | [ 385 ]         |
| 2014 | Fiercest Fans              |                                                 | Đoạt giải | [ 385 ]         |
| 2014 | Best Female Artist         | Đề cử                                           |           | [ 385 ]         |
| 2015 | Song of the Year           | "Shake It Off"                                  | Đề cử     | [ 386 ]         |
| 2015 | Best Song to Dance To      | "Shake It Off"                                  | Đoạt giải | [ 386 ]         |
| 2015 | Best Female Artist         |                                                 | Đề cử     | [ 386 ]         |
| 2015 | Most Talked About Artist   | Đề cử                                           |           | [ 386 ]         |
| 2016 | Song of the Year           | "Bad Blood" (featuring Kendrick Lamar)          | Đoạt giải | [ 387 ]         |
| 2016 | Best Breakup Song          | "Bad Blood" (featuring Kendrick Lamar)          | Đoạt giải | [ 387 ]         |
| 2016 | Best Female Artist         |                                                 | Đề cử     | [ 387 ]         |
| 2016 | Most Talked About Artist   | Đoạt giải                                       |           | [ 387 ]         |
| 2016 | Artist With The Best Style | Đề cử                                           |           | [ 387 ]         |
| 2016 | Fiercest Fans              | Đề cử                                           |           | [ 387 ]         |
| 2017 | Best Collaboration         | "I Don't Wanna Live Forever" (with Zayn)        | Đề cử     | [ 388 ]         |
| 2018 | Best Artist                |                                                 | Đề cử     | [ 389 ]         |
| 2018 | Song of the Year           | Look What You Made Me Do                        | Đề cử     | [ 389 ]         |
| 2018 | Best Song To Lip-Sync To   | Look What You Made Me Do                        | Đề cử     | [ 389 ]         |

### Satellite Awards
| Năm  | Hạng Mục           | Tác Phẩm Đề Cử                           | Kết Quả | Ghi Chú |
| ---- | ------------------ | ---------------------------------------- | ------- | ------- |
| 2018 | Best Original Song | "I Don't Wanna Live Forever" (with Zayn) | Đề cử   | [ 390 ] |

### Society of Composers & Lyricists
| Năm  | Hạng Mục                                   | Tác Phẩm Đề Cử | Kết Quả      | Ghi Chú |
| ---- | ------------------------------------------ | -------------- | ------------ | ------- |
| 2023 | Outstanding Song in a Drama or Documentary | "Carolina"     | Chưa công bố | [ 391 ] |

### Shorty Awards
| Năm  | Hạng Mục           | Tác Phẩm Đề Cử                          | Kết Quả   | Ghi Chú |
| ---- | ------------------ | --------------------------------------- | --------- | ------- |
| 2015 | Best Singer        |                                         | Đoạt giải | [ 392 ] |
| 2016 | Best Singer        |                                         | Đoạt giải | [ 393 ] |
| 2021 | Best Use of Emojis | Folklore: The Long Pond Studio Sessions | Đề cử     | [ 394 ] |

### SiriusXM Indie Awards
| Năm  | Hạng Mục                              | Tác Phẩm Đề Cử                            | Kết Quả   | Ghi Chú |
| ---- | ------------------------------------- | ----------------------------------------- | --------- | ------- |
| 2009 | Favourite International Single        | "Love Story"                              | Đề cử     | [ 395 ] |
| 2009 | Favourite International Album         | Fearless                                  | Đoạt giải | [ 395 ] |
| 2009 | Favourite International Solo Artist   |                                           | Đề cử     | [ 395 ] |
| 2011 | International Solo Artist of the Year |                                           | Đoạt giải | [ 396 ] |
| 2012 | International Solo Artist of the Year |                                           | Đề cử     | [ 397 ] |
| 2012 | International Album of the Year       | Speak Now                                 | Đề cử     | [ 397 ] |
| 2013 | International Artist of the Year      |                                           | Đoạt giải | [ 398 ] |
| 2013 | International Album of the Year       | Red                                       | Đề cử     | [ 399 ] |
| 2013 | International Single of the Year      | "We Are Never Ever Getting Back Together" | Đề cử     | [ 399 ] |
| 2013 | International Video of the Year       | "We Are Never Ever Getting Back Together" | Đề cử     | [ 399 ] |

### Songwriters Hall of Fame
| Năm  | Hạng Mục                  | Tác Phẩm Đề Cử | Kết Quả   | Ghi Chú |
| ---- | ------------------------- | -------------- | --------- | ------- |
| 2010 | Hal David Starlight Award |                | Đoạt giải | [ 400 ] |

### TEC Awards
| Năm  | Hạng Mục                               | Tác Phẩm Đề Cử             | Kết Quả | Ghi Chú |
| ---- | -------------------------------------- | -------------------------- | ------- | ------- |
| 2019 | Best Record Production/Single or Track | "Look What You Made Me Do" | Đề cử   | [ 401 ] |

### Teen Choice Awards
| Năm  | Hạng Mục                         | Tác Phẩm Đề Cử                            | Kết Quả   | Ghi Chú         |
| ---- | -------------------------------- | ----------------------------------------- | --------- | --------------- |
| 2008 | Choice Breakout Artist           |                                           | Đoạt giải | [ 402 ]         |
| 2009 | Choice Female Artist             |                                           | Đoạt giải | [ 403 ] [ 404 ] |
| 2009 | Choice Love Song                 | "Love Story"                              | Đề cử     | [ 403 ] [ 404 ] |
| 2009 | Choice Female Album              | Fearless                                  | Đoạt giải | [ 403 ] [ 404 ] |
| 2009 | Choice Music Tour                | Fearless Tour                             | Đề cử     | [ 403 ] [ 404 ] |
| 2010 | Choice Chemistry                 | Swift (with Taylor Lautner)               | Đề cử     | [ 405 ]         |
| 2010 | Choice Liplock                   | Swift (with Taylor Lautner)               | Đề cử     | [ 405 ]         |
| 2010 | Choice Breakout Female           |                                           | Đoạt giải | [ 405 ]         |
| 2010 | Choice Female Artist             |                                           | Đề cử     | [ 405 ]         |
| 2010 | Choice Female Country Artist     |                                           | Đoạt giải | [ 405 ]         |
| 2010 | Choice Country Song              | "Fifteen"                                 | Đoạt giải | [ 405 ]         |
| 2010 | Choice Country Album             | Fearless                                  | Đoạt giải | [ 405 ]         |
| 2011 | Red Carpet Hot Icon – Female     |                                           | Đoạt giải | [ 406 ]         |
| 2011 | Choice Female Artist             |                                           | Đoạt giải | [ 406 ]         |
| 2011 | Choice Female Country Artist     |                                           | Đoạt giải | [ 406 ]         |
| 2011 | Ultimate Choice                  |                                           | Đoạt giải | [ 406 ]         |
| 2011 | Choice Country Song              | "Mean"                                    | Đoạt giải | [ 406 ]         |
| 2011 | Choice Break-Up Song             | "Back to December"                        | Đoạt giải | [ 406 ]         |
| 2011 | Choice Love Song                 | "Mine"                                    | Đề cử     | [ 406 ]         |
| 2012 | Choice Female Artist             |                                           | Đoạt giải | [ 407 ]         |
| 2012 | Choice Female Country Artist     |                                           | Đoạt giải | [ 407 ]         |
| 2012 | Choice Voice                     | The Lorax                                 | Đoạt giải | [ 407 ]         |
| 2012 | Choice Single by a Female Artist | "Eyes Open"                               | Đoạt giải | [ 407 ]         |
| 2012 | Choice Country Song              | "Sparks Fly"                              | Đoạt giải | [ 407 ]         |
| 2013 | Choice Female Artist             |                                           | Đề cử     | [ 408 ]         |
| 2013 | Choice Female Country Artist     |                                           | Đoạt giải | [ 408 ]         |
| 2013 | Choice Smile                     |                                           | Đề cử     | [ 408 ]         |
| 2013 | Choice Single by a Female Artist | "I Knew You Were Trouble"                 | Đề cử     | [ 408 ]         |
| 2013 | Choice Country Song              | "We Are Never Ever Getting Back Together" | Đoạt giải | [ 408 ]         |
| 2013 | Choice Break-Up Song             | "We Are Never Ever Getting Back Together" | Đề cử     | [ 408 ]         |
| 2013 | Choice Summer Tour               | "Red Tour"                                | Đề cử     | [ 408 ]         |
| 2014 | Choice Female Artist             |                                           | Đề cử     | [ 409 ]         |
| 2014 | Choice Female Country Artist     |                                           | Đoạt giải | [ 409 ]         |
| 2014 | Choice Smile                     |                                           | Đề cử     | [ 409 ]         |
| 2014 | Choice Social Media Queen        |                                           | Đề cử     | [ 409 ]         |
| 2014 | Choice Instagrammer              |                                           | Đề cử     | [ 409 ]         |
| 2014 | Choice Fanatic Fans              |                                           | Đề cử     | [ 409 ]         |
| 2015 | Choice Female Artist             |                                           | Đề cử     | [ 410 ]         |
| 2015 | Choice Female Hottie             |                                           | Đề cử     | [ 410 ]         |
| 2015 | Choice Summer Music Star: Female |                                           | Đoạt giải | [ 410 ]         |
| 2015 | Choice Social Media Queen        |                                           | Đề cử     | [ 410 ]         |
| 2015 | Choice Twit                      |                                           | Đoạt giải | [ 410 ]         |
| 2015 | Choice Single by a Female Artist | "Shake It Off"                            | Đề cử     | [ 410 ]         |
| 2015 | Choice Break-Up Song             | "Bad Blood" (featuring Kendrick Lamar)    | Đoạt giải | [ 410 ]         |
| 2015 | Choice Music Collaboration       | "Bad Blood" (featuring Kendrick Lamar)    | Đoạt giải | [ 410 ]         |
| 2015 | Choice Summer Song               | "Bad Blood" (featuring Kendrick Lamar)    | Đề cử     | [ 410 ]         |
| 2015 | Choice Party Song                | "Blank Space"                             | Đề cử     | [ 410 ]         |
| 2015 | Choice Summer Tour               | "1989 World Tour"                         | Đề cử     | [ 410 ]         |
| 2016 | Choice Female Artist             |                                           | Đề cử     | [ 411 ]         |
| 2016 | Choice Song by a Female Artist   | "New Romantics"                           | Đề cử     | [ 411 ]         |
| 2017 | Choice Music Collaboration       | "I Don't Wanna Live Forever" (with Zayn)  | Đề cử     | [ 412 ]         |
| 2017 | Choice Instagrammer              |                                           | Đề cử     | [ 412 ]         |
| 2018 | Choice Female Artist             |                                           | Đề cử     | [ 413 ]         |
| 2018 | Choice Song by a Female Artist   | "Look What You Made Me Do"                | Đề cử     | [ 413 ]         |
| 2018 | Choice Music Collaboration       | "End Game"                                | Đề cử     | [ 413 ]         |
| 2018 | Choice Pop Song                  | "Delicate"                                | Đề cử     | [ 413 ]         |
| 2018 | Choice Summer Tour               | Reputation Stadium Tour                   | Đề cử     | [ 413 ]         |
| 2018 | Choice Fandom                    |                                           | Đề cử     | [ 413 ]         |
| 2019 | Icon Award                       |                                           | Đoạt giải | [ 414 ]         |
| 2019 | Choice Female Artist             |                                           | Đề cử     | [ 415 ] [ 416 ] |
| 2019 | Choice Summer Female Artist      |                                           | Đề cử     | [ 415 ] [ 416 ] |
| 2019 | Choice Social Star               |                                           | Đề cử     | [ 415 ] [ 416 ] |
| 2019 | Choice Song by a Female Artist   | "Me!" (featuring Brendon Urie)            | Đề cử     | [ 415 ] [ 416 ] |
| 2019 | Choice Pop Song                  | "Me!" (featuring Brendon Urie)            | Đề cử     | [ 415 ] [ 416 ] |
| 2019 | Choice Summer Song               | "You Need to Calm Down"                   | Đề cử     | [ 415 ] [ 416 ] |
| 2019 | Choice Fandom                    |                                           | Đề cử     | [ 415 ] [ 416 ] |

### Telehit Awards
| Năm  | Hạng Mục              | Tác Phẩm Đề Cử                         | Kết Quả   | Ghi Chú |
| ---- | --------------------- | -------------------------------------- | --------- | ------- |
| 2013 | Best Female Pop Album | Red                                    | Đoạt giải | [ 417 ] |
| 2015 | Best Female Artist    |                                        | Đoạt giải | [ 418 ] |
| 2015 | Video of the Year     | "Bad Blood" (featuring Kendrick Lamar) | Đoạt giải | [ 418 ] |
| 2019 | Best Solo Female Act  |                                        | Đề cử     | [ 419 ] |
| 2019 | Best Anglo Video      | "You Need to Calm Down"                | Đề cử     | [ 419 ] |
| 2019 | People's Best Video   | "You Need to Calm Down"                | Đề cử     | [ 419 ] |

### Ticketmaster Awards
| Năm  | Tác Phẩm Đề Cử          | Hạng Mục                | Kết Quả   | Ghi Chú |
| ---- | ----------------------- | ----------------------- | --------- | ------- |
| 2018 | Swift                   | Artist of the Year      | Đoạt giải | [ 420 ] |
| 2019 | Reputation Stadium Tour | Touring Milestone Award | Đoạt giải | [ 421 ] |

### Young Hollywood Awards
| Năm  | Hạng Mục              | Tác Phẩm Đề Cử | Kết Quả   | Ghi Chú |
| ---- | --------------------- | -------------- | --------- | ------- |
| 2008 | Superstar of Tomorrow |                | Đoạt giải | [ 422 ] |

### YouTube Music Awards
| Năm  | Hạng Mục             | Tác Phẩm Đề Cử            | Kết Quả   | Ghi Chú |
| ---- | -------------------- | ------------------------- | --------- | ------- |
| 2013 | Artist of the Year   |                           | Đề cử     | [ 423 ] |
| 2013 | Response of the Year | "I Knew You Were Trouble" | Đề cử     | [ 423 ] |
| 2013 | YouTube Phenomenon   | "I Knew You Were Trouble" | Đoạt giải | [ 424 ] |
| 2015 | 50 Artists to Watch  |                           | Đoạt giải | [ 425 ] |

## Giải thưởng toàn cầu

### Clio Awards
| Năm  | Hạng Mục                                                           | Tác Phẩm Đề Cử                   | Kết Quả   | Ghi Chú |
| ---- | ------------------------------------------------------------------ | -------------------------------- | --------- | ------- |
| 2016 | Bronze Award for Best Commercials                                  | "Taylor vs. Treadmill" for Apple | Đoạt giải | [ 426 ] |
| 2016 | Silver Award for Best Commercials (between 30 and 60 seconds long) | "Taylor vs. Treadmill" for Apple | Đoạt giải | [ 427 ] |

### Global Awards
| Năm  | Hạng Mục                | Tác Phẩm Đề Cử | Kết Quả | Ghi Chú |
| ---- | ----------------------- | -------------- | ------- | ------- |
| 2018 | Best Female Artist      |                | Đề cử   | [ 428 ] |
| 2020 | Best Mass Appeal Artist |                | Đề cử   | [ 429 ] |

### IFPIGlobal Recording Artist of the Year
| Năm  | Hạng Mục                        | Tác Phẩm Đề Cử | Kết Quả   | Ghi Chú |
| ---- | ------------------------------- | -------------- | --------- | ------- |
| 2015 | Global Recording Artist of 2014 |                | Đoạt giải | [ 430 ] |
| 2020 | Global Recording Artist of 2019 |                | Đoạt giải | [ 431 ] |

### RFK Human Rights Ripple of Hope Awards
| Năm  | Hạng Mục             | Tác Phẩm Đề Cử | Kết Quả   | Ghi Chú |
| ---- | -------------------- | -------------- | --------- | ------- |
| 2012 | Ripple of Hope Award |                | Đoạt giải | [ 432 ] |

### Webby Awards
| Năm  | Hạng Mục         | Tác Phẩm Đề Cử | Kết Quả | Ghi Chú |
| ---- | ---------------- | -------------- | ------- | ------- |
| 2021 | Best Music Video | "The Man"      | Đề cử   | [ 433 ] |

### World Music Awards
| Năm  | Hạng Mục                             | Tác Phẩm Đề Cử                            | Kết Quả | Ghi Chú |
| ---- | ------------------------------------ | ----------------------------------------- | ------- | ------- |
| 2010 | World's Best Pop/Rock Artist         |                                           | Đề cử   | [ 434 ] |
| 2010 | World's Best Album                   | Fearless                                  | Đề cử   | [ 434 ] |
| 2012 | World's Best Album                   | Red                                       | Đề cử   | [ 435 ] |
| 2012 | World's Best Song                    | "We Are Never Ever Getting Back Together" | Đề cử   | [ 435 ] |
| 2012 | World's Best Video                   | "We Are Never Ever Getting Back Together" | Đề cử   | [ 435 ] |
| 2012 | World's Best Female Artist           |                                           | Đề cử   | [ 435 ] |
| 2012 | World's Best Live Act                |                                           | Đề cử   | [ 435 ] |
| 2012 | World's Best Entertainer of the Year |                                           | Đề cử   | [ 435 ] |